# Liste der Biografien/Il
Liste der Biografien |
Portal Biografien |
Personensuche
# |
A |
B |
C |
D |
E |
F |
G |
H |
I |
J |
K |
L |
M |
N |
O |
P |
Q |
R |
S |
T |
U |
V |
W |
X |
Y |
Z |
?
 
Ia |
Ib |
Ic |
Id |
Ie |
If |
Ig |
Ih |
Ii |
Ij |
Ik |
Il |
Im |
In |
Io |
Ip |
Iq |
Ir |
Is |
It |
Iu |
Iv |
Iw |
Ix |
Iy |
Iz
Die Liste der Biografien führt alle Personen auf, die in der deutschsprachigen Wikipedia einen Artikel haben. Dieses ist eine Teilliste mit 633 Einträgen von Personen, deren Namen mit den Buchstaben „Il“ beginnt.

## Il
- İl, Ali (* 1982), türkischer Schauspieler
- Il-Arslan († 1172), Herrscher der Choresm-Schahs
- Il-yeon (1206–1289), koreanischer buddhistischer Mönch, Gelehrter und Schriftsteller

### Ila
- Ila-kabkabū, amoritischer Stammesfürst und Vater Šamši-Adads I.
- Ilabaca, Pascuala (* 1985), chilenische Sängerin und Songwriterin
- Ilaender, Hermann (1933–2021), deutscher Politiker (CDU) und Verbandsfunktionär
- Ilagan, Lourence (* 1978), philippinischer Dartspieler
- Ilai I., Tannait
- Ilaimaharitra, Marco (* 1995), französischer FußballspielerMarco Ilaimaharitra (* 1995)

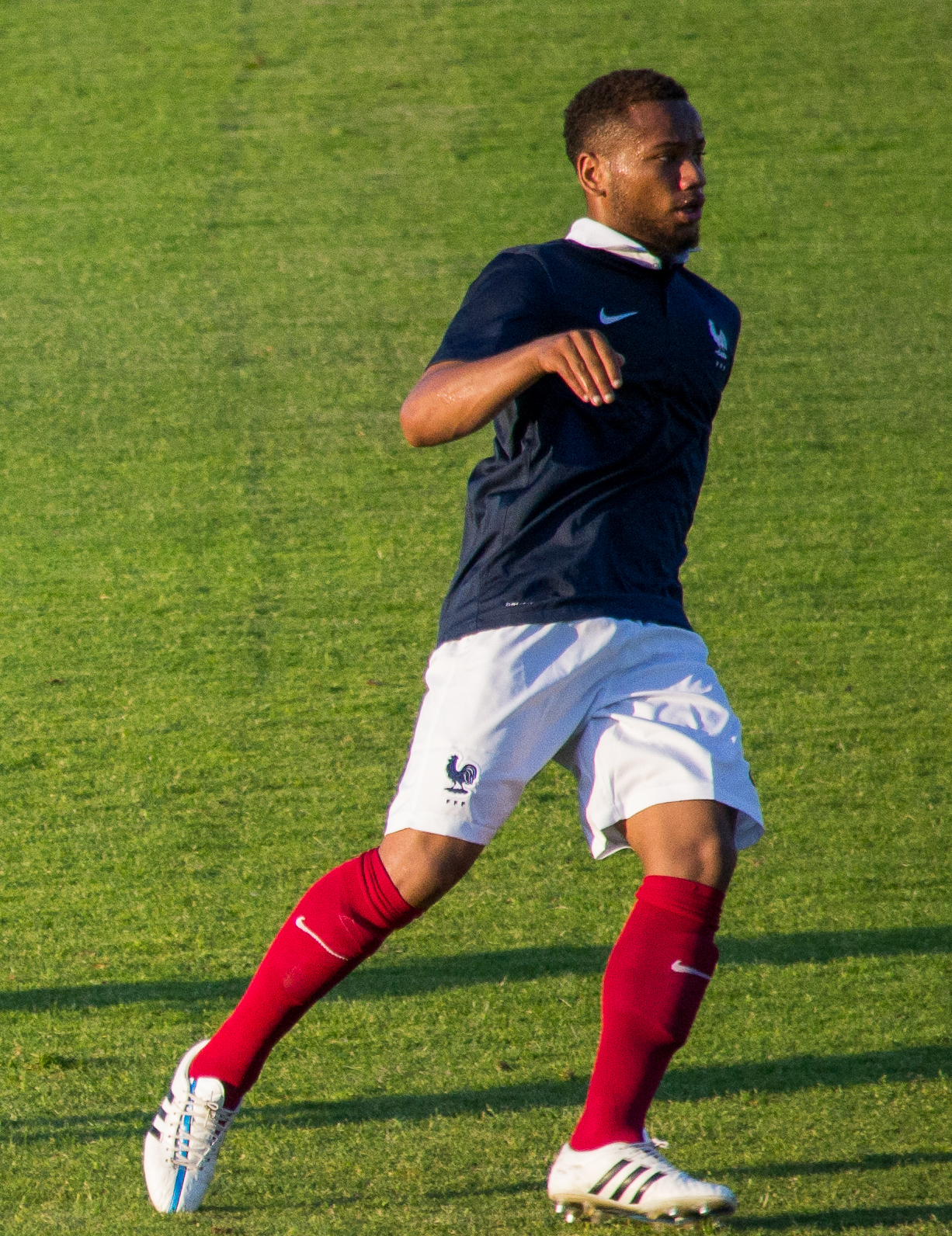
Marco Ilaimaharitra (* 1995)

- Ilaix Moriba (* 2003), guineisch-spanischer Fußballspieler
- Ilalio, Eleei (* 1979), amerikanisch-samoanischer Gewichtheber
- Ilamchetchenni, König der Chola-Dynastie während des tamilischen Sangamzeitalters in Südindien
- Ilan, Tal (* 1956), israelische Judaistin und Historikerin
- Ilan, Talia (* 1971), israelische Dirigentin
- Ilands, Magda (* 1950), belgische Langstreckenläuferin
- Ilanit (* 1947), israelische Sängerin
- Ilanor, Carl Ludwig Sigmund von (1810–1883), Siebenbürger Mediziner
- Ilar, Heiliger
- Ilar, Moa (* 1997), schwedische Skilangläuferin
- Ilari, Virgilio (* 1948), italienischer Militärhistoriker
- Ilaria del Carretto (1379–1405), italienische Adlige
- Ilarij (1969–2018), ukrainischer Geistlicher, Erzpriester der Ukrainisch-Orthodoxen Kirche Moskauer Patriarchats
- Ilarion Makariopolski (1812–1875), bulgarischer Kirchenfreiheitskämpfer
- Ilarion von Dorostol (1913–2009), bulgarischer Geistlicher, Metropolit von Dorostol der Bulgarisch-Orthodoxen Kirche
- Ilatov, Robert (* 1971), israelischer Politiker
- Ilau, Hans (1901–1974), deutscher Politiker (FDP), Abgeordneter des Hessischen Landtags
- Ilavská, Lenka (* 1972), slowakische Radrennfahrerin
- Ilavský, Ján (* 1942), tschechoslowakischer Skilangläufer

### Ilb
- Ilbars, Khan von Chiwa
- Ilberg, Friedrich von (1858–1916), preußischer Generalarzt, Erster Leibarzt Kaiser Wilhelms II.
- Ilberg, Georg (1862–1942), deutscher Psychiater
- Ilberg, Horst (* 1930), deutscher Tischtennisspieler
- Ilberg, Hugo (1828–1883), deutscher klassischer Philologe und Gymnasiallehrer
- Ilberg, Johannes (1860–1930), deutscher Klassischer Philologe und Gymnasiallehrer
- Ilberg, Waldemar (1901–1967), deutscher Physiker
- Ilberg, Werner (1896–1978), deutscher Schriftsteller
- Ilberi, Alegunda (1695–1740), niederländische pietistische Dichterin
- Ilbertz, Heinrich (1891–1974), deutscher Politiker (NSDAP), MdR
- Ilbeygui, Ramin (* 1966), Facharzt für Orthopädie und orthopädische Chirurgie
- Ilboudo, Alain Francis Gustave (* 1958), burkinischer Diplomat
- Ilboudo, Michel, burkinischer Fußballfunktionär
- Ilboudo, Patrick (1951–1994), burkinischer Schriftsteller
- Ilboudo, Stella (* 1993), burkinische Fußballspielerin
- Ilboudo, Sylvain, burkinischer Straßenradrennfahrer

### Ilc
- Ilcken, Wessel (1923–1957), niederländischer Jazz-Schlagzeuger
- Ilcu, Marieta (* 1962), rumänische Weitspringerin

### Ild
- İldan, Mehmet Murat (* 1965), türkischer Schriftsteller
- Ildefons von Toledo († 667), Erzbischof von Toledo (658–667), Heiliger
- İldem, Cenk (* 1986), türkischer Ringer
- Ildico, Tochter eines germanischen Fürsten und Gattin des Attila
- Ildır, İlayda (* 1996), türkische Schauspielerin
- İldırım, Çingiz (1890–1941), aserbaidschanischer Staatsmann und Ingenieur kurdischer Abstammung
- Ildız, Ahmed (* 1996), österreichischer Fußballspieler
- Ildiz, Muhammed (* 1991), österreichischer Fußballspieler türkischer Abstammung
- İldiz, Yücel (* 1953), türkischer Fußballtrainer
- Ildstad, Suzanne (* 1952), US-amerikanische Medizinerin

### Ile
- Ileana von Rumänien (1909–1991), rumänische Adelige, Prinzessin Hohenzollern-Sigmaringen, Prinzessin von RumänienIleana von Rumänien (1909–1991)

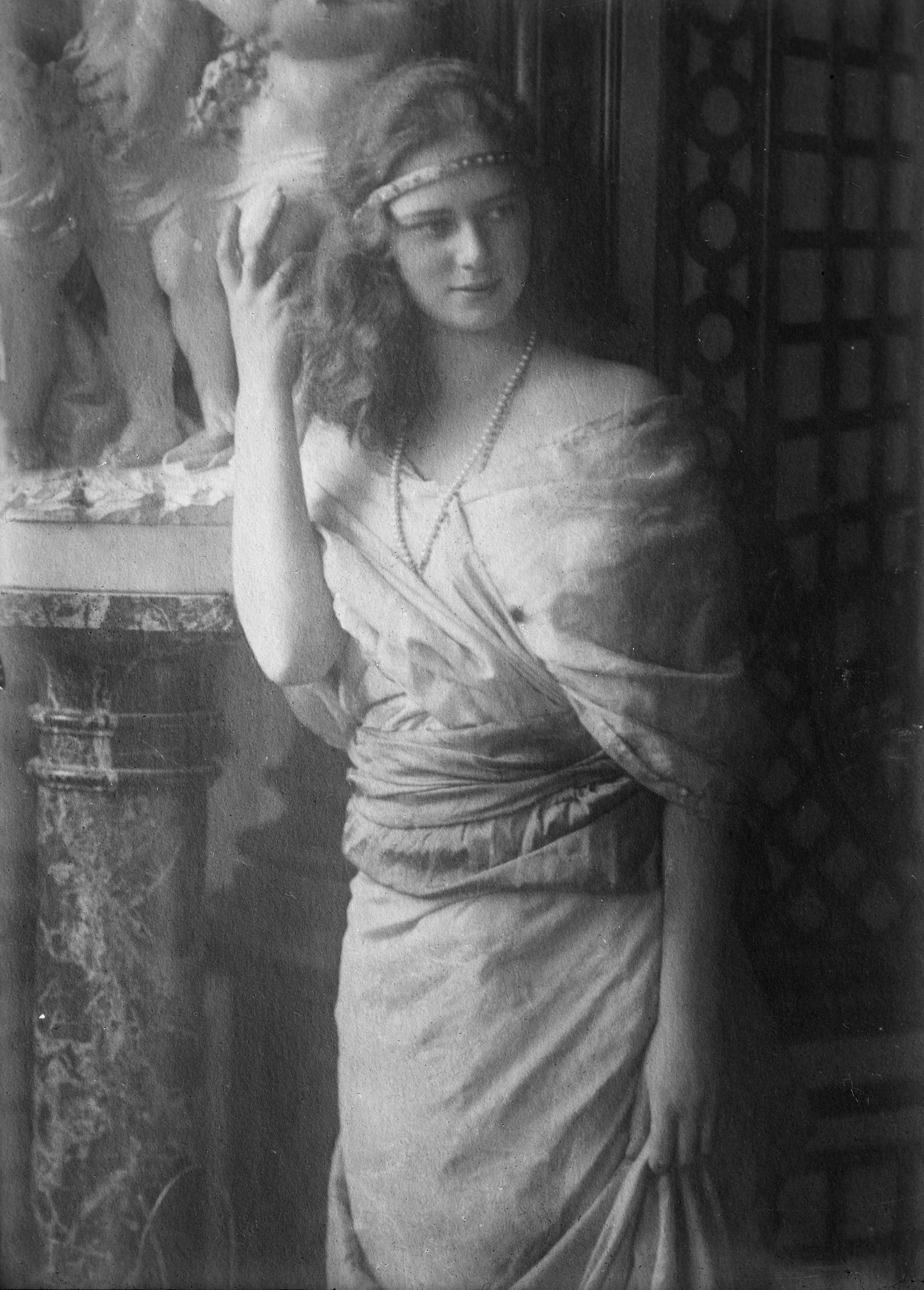
Ileana von Rumänien (1909–1991)

- Ileborgh, Adam, Musiker und Franziskaner des späten Mittelalters
- Ileby, Arne (1913–1999), norwegischer Fußballspieler
- Ilegems, Etienne (* 1963), belgischer Radrennfahrer
- Ilegems, Roger (* 1962), belgischer Radsportler
- Ilenikhena, George (* 2006), nigerianisch-französischer Fußballspieler
- Iléo, Joseph (1921–1994), kongolesischer Politiker der Demokratischen Republik Kongo
- Iler, Robert (* 1985), US-amerikanischer Schauspieler
- İleri, Ahmet Tevfik (1911–1961), türkischer Bauingenieur, Beamter und Politiker
- İleri, Gürbey (* 1988), türkischer Schauspieler
- İleri, Özgür (* 1987), türkischer Fußballspieler
- İleri, Selim (1949–2025), türkischer Schriftsteller
- Iles, Finn (* 1999), kanadischer Mountainbiker
- Iles, Greg (1960–2025), amerikanischer SchriftstellerGreg Iles (1960–2025)

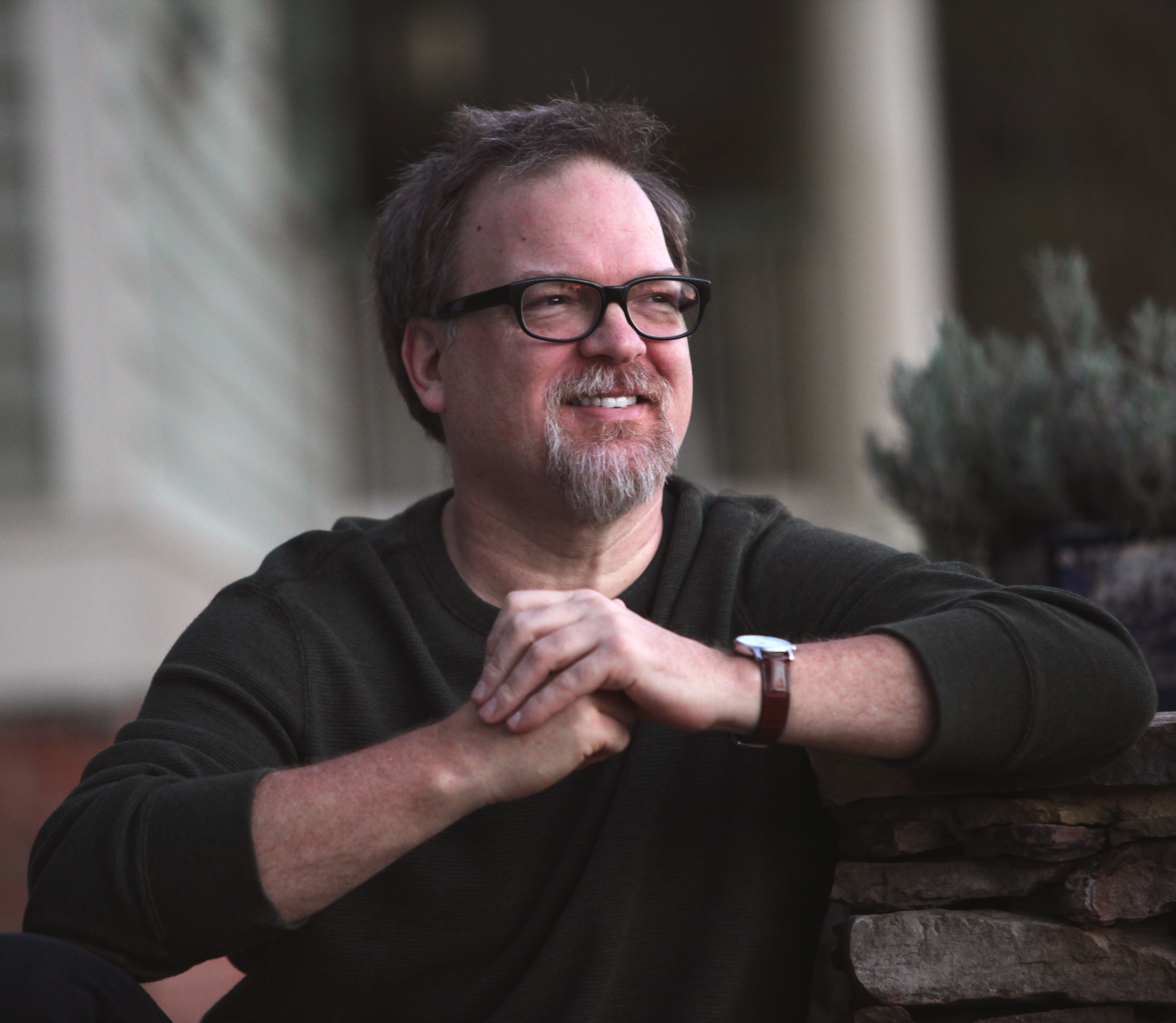
Greg Iles (1960–2025)

- Ileš, Katica (* 1946), kroatische Handballspielerin
- Iles, Malvern Wells (1852–1937), US-amerikanischer Metallurg
- Iles, Nikki (* 1963), britische Jazzpianistin, Akkordeonistin und Komponistin
- Ilese, Salem (* 1999), US-amerikanische Popsängerin
- Ilešič, Aldo Ino (* 1984), slowenischer Radrennfahrer
- Ilešič, Marko (1947–2024), slowenischer Jurist und Richter am Europäischen Gerichtshof
- Ilešič, Svetozar (1907–1985), jugoslawischer und slowenischer Geograph und Hochschullehrer
- Ilestedt, Amanda (* 1993), schwedische Fußballspielerin
- Iletmis, Gule (* 1952), deutsche Politikerin (SPD), MdBB

### Ilf
- Ilf, Ilja Arnoldowitsch (1897–1937), russisch-sowjetischer humoristischer Schriftsteller
- Ilfman, Haim Frank (* 1970), israelischer Komponist

### Ilg
- Ilg, Albert (1847–1896), österreichischer Kunsthistoriker
- Ilg, Alfred (1854–1916), Schweizer Ingenieur
- Ilg, Anton (1919–1995), deutscher Mechaniker und Politiker (CDU), MdL (Baden-Württemberg)
- Ilg, Bernhard (* 1956), deutscher Politiker (CDU)
- Ilg, Dieter (* 1961), deutscher Jazzmusiker (Kontrabass, Komposition)
- Ilg, Hubert (* 1935), deutscher Sportpsychologe und Hochschullehrer
- Ilg, Johann Georg (1771–1836), österreichischer Mediziner und Anatom
- Ilg, Joyce (* 1983), deutsche Schauspielerin, Moderatorin, Synchronsprecherin, Webvideoproduzentin und AutorinJoyce Ilg (* 1983)

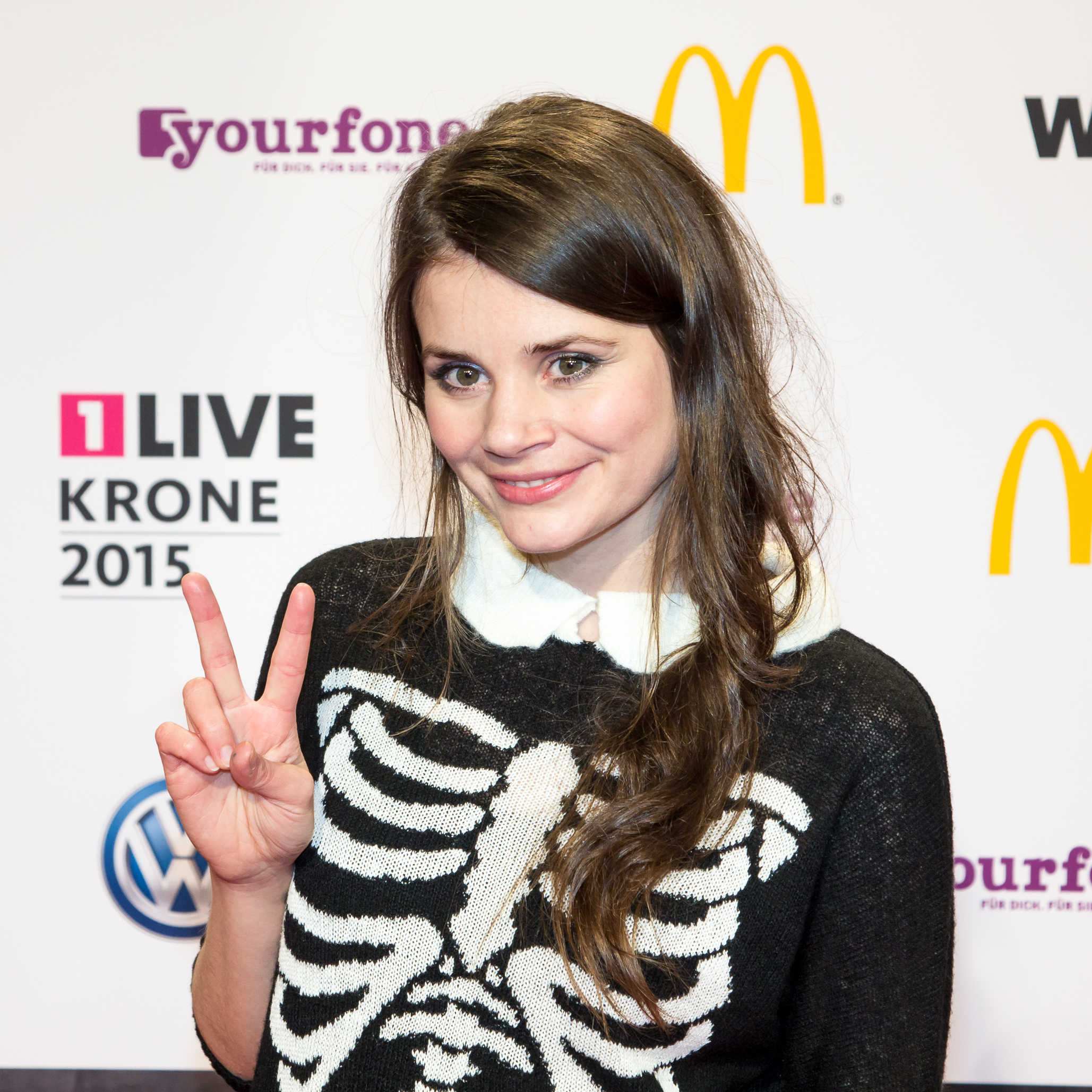
Joyce Ilg (* 1983)

- Ilg, Karl (1913–2000), österreichischer Volkskundler
- Ilg, Kaspar (1921–2011), schweizerischer Maler
- Ilg, Patriz (* 1957), deutscher Hindernisläufer
- Ilg, Paul (1875–1957), Schweizer Schriftsteller
- Ilg, Rainer (* 1942), deutscher Architekt und Grafiker
- Ilg, Ulrich (1905–1986), österreichischer Politiker (CS, VF, ÖVP), Landeshauptmann von Vorarlberg, Mitglied des Bundesrates
- Ilg, Wolfgang (* 1973), deutscher Psychologe und Theologe
- Ilgauds, Hans-Joachim (1941–2015), deutscher Wissenschafts- und Mathematikhistoriker
- Ilgauskas, Žydrūnas (* 1975), litauischer Basketballspieler
- Ilgaz, Afet (1937–2015), türkische Schriftstellerin
- Ilgaz, Rıfat (1911–1993), türkischer Journalist und Autor
- Ilgaz, Selim (* 1995), französisch-türkischer Fußballspieler
- Ilgen, Heinrich Rüdiger von (1654–1728), preußischer Minister und Diplomat
- Ilgen, Hermann (1856–1940), deutscher Apotheker und Unternehmer, Sport- und Kunstmäzen
- Ilgen, Karl David (1763–1834), deutscher Theologe, Philologe und Pädagoge
- Ilgen, Matthias (* 1983), deutscher Politiker (SPD), MdB
- Ilgen, Paul (1848–1918), deutscher Historiker und Gymnasialprofessor
- Ilgen, Theodor (1854–1924), deutscher Historiker und Archivar
- Ilgen-Nur (* 1996), deutsche MusikerinIlgen-Nur (* 1996)

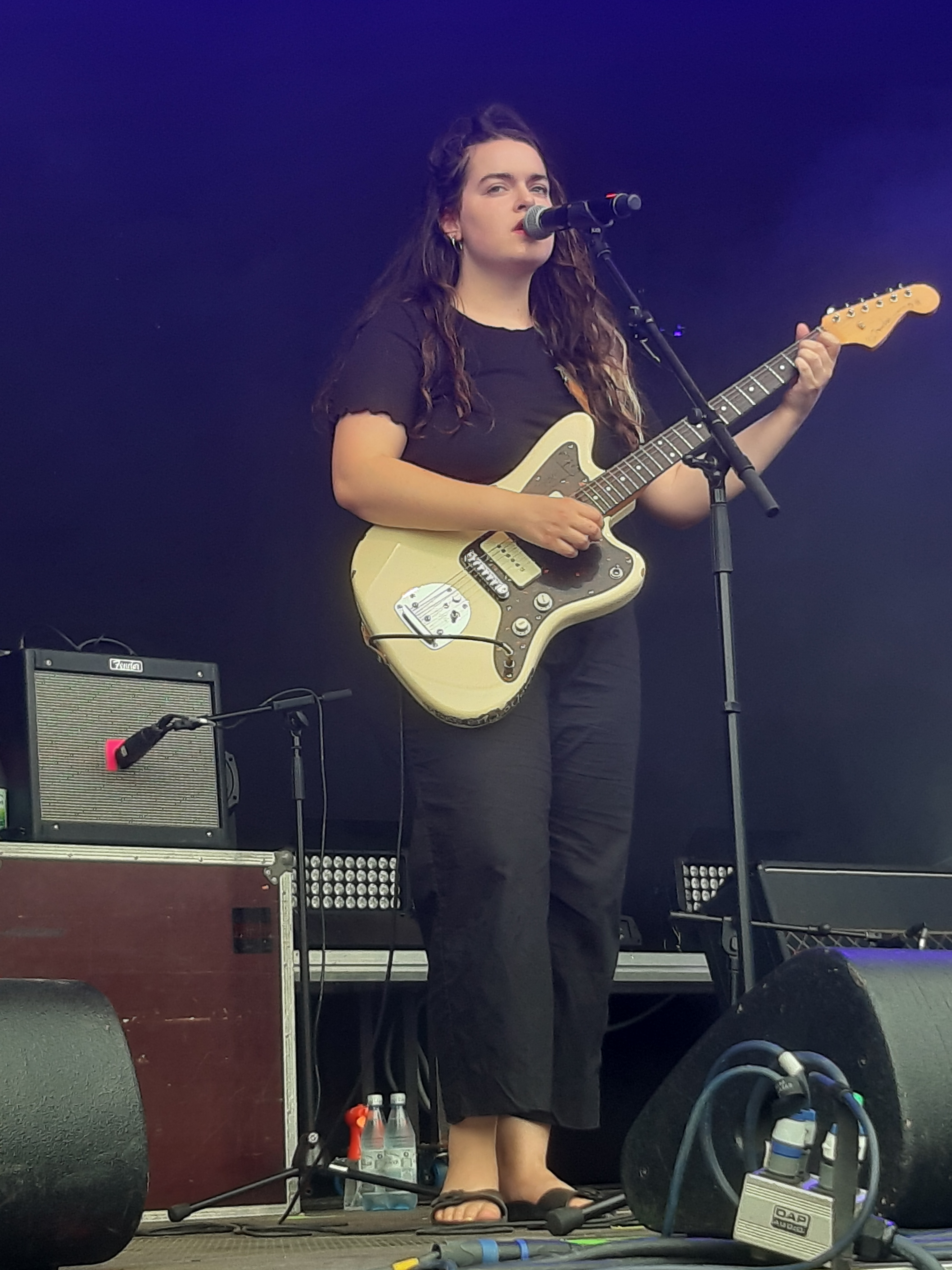
Ilgen-Nur (* 1996)

- Ilgenfritz, Heidi (* 1968), deutsche Musikerin
- Ilgenfritz, Heinrich (1899–1969), deutscher Maler, Formgestalter, Briefmarkenkünstler, Graphiker, speziell auch Kupferstecher
- Ilgenfritz, James (* 1978), US-amerikanischer Bassist und Komponist
- Ilgenfritz, Wolfgang (1957–2013), österreichischer Politiker (FPÖ), MdEP
- Ilgenstein, Heinrich (1875–1946), deutscher Dramatiker und Publizist
- Ilger, Vinzenz (* 1742), deutscher Benediktiner, Theologe und Historiker
- Ilges, Walther (1870–1941), deutscher Schriftsteller und SS-Führer
- Ilghazi († 1122), Emir von Mardin und Emir von Aleppo
- İlgin, Adnan (* 1973), türkischer Fußballspieler
- Ilgit, Antuan (* 1972), türkisch-italienischer Ordensgeistlicher, Wirtschaftswissenschaftler und Weihbischof
- Ilgner, Günter (1926–2004), deutscher Musikverleger
- Ilgner, Hans Joachim (1933–2010), deutscher Verleger
- Ilgner, Karl (1862–1921), deutscher Elektroingenieur, Erfinder des Ilgner-Umformers
- Ilgner, Markus (* 1980), deutscher DJ
- Ilgner, Max (1899–1966), Vorstandsmitglied der I.G. Farben
- Ilgner, Michael (* 1971), deutscher Sportler und Manager
- Ilgner, Robert (1801–1891), preußischer Generalmajor und Kommandant von Minden
- Ilgner, Sven (* 1979), deutscher Filmfunktionär und Filmfestivalleiter
- İlgün, Hatice Kübra (* 1993), türkische Taekwondoin
- Ilgūnas, Dizmondas (1916–2008), litauischer Fußballspieler
- Ilgūnas, Petras (1918–2016), litauischer Agronom
- Ilgūnas, Stanislovas Gediminas (1936–2010), litauischer Historiker und Politiker

### Ilh
- Ilham Hussain (* 1955), First Lady der Malediven
- Ilham, Naufal (* 2002), singapurischer Fußballspieler
- Ilhamjan, Dilnigar (* 2001), chinesische Skilangläuferin
- İlhan, Attilâ (1925–2005), türkischer Schriftsteller
- Ilhan, John (1965–2007), australischer Geschäftsmann
- İlhan, Kaya (1927–2013), türkische Balletttänzerin und die erste Ballerina der Türkei
- İlhan, Marsel (* 1987), türkischer Tennisspieler
- İlhan, Müfide (1911–1996), türkische Politikerin
- Ilhan, Semra (* 1978), deutsche Basketballspielerin

### Ili
- Ili-ippašra, kassitischer Beamter
- Ili-ma-ilu, Herrscher der ersten Meerland-Dynastie
- Ilī-padâ, mittel-assyrischer Würdenträger
- Ilia II. (* 1933), georgisch-orthodoxer PatriarchIlia II. (* 1933)

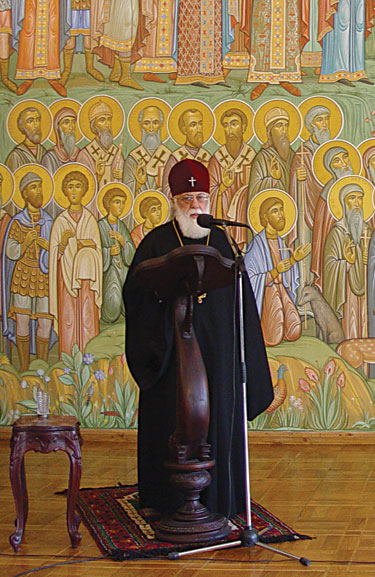
Ilia II. (* 1933)

- Iliadhi, Aglia (* 2004), albanische Fußballspielerin
- Iliadis, Dennis (* 1969), griechischer Filmregisseur, Filmproduzent, Drehbuchautor und Schauspieler
- Iliadis, Ilias (* 1986), georgisch-griechischer Judoka
- Ilian, Daniela (* 1948), österreichische Schauspielerin
- Iliano, Isabelle (* 1997), belgische Fußballspielerin
- Iliaș I., Fürst des Fürstentums Moldau
- Iliaș II. († 1562), Fürst des Fürstentums Moldau
- Ilias, Periklis (* 1986), griechischer Mountainbike- und Straßenradrennfahrer
- Iliazd (1894–1975), russisch-georgisch-französischer Autor, Typograph und Verleger
- Iliazi, Bekim (* 1993), albanischer Fußballspieler
- Ilibagiza, Immaculée (* 1972), ruandische Schriftstellerin
- Ilić, Aleksa (* 2004), serbischer Fußballspieler
- Ilić, Aleksandar (* 1969), jugoslawischer Fußballspieler und -trainer
- Ilic, Alexander (* 1981), deutsch-schweizerischer Informatiker, Hochschullehrer und Jungunternehmer
- Ilić, Andrej (* 2000), serbischer Fußballspieler
- Ilić, Anja (* 1998), serbische Skilangläuferin
- Ilić, Antonio (* 2005), kroatischer Fußballspieler
- Ilić, Brana (* 1985), serbischer Fußballspieler
- Ilič, Branko (* 1983), slowenischer Fußballspieler
- Ilić, Christian (* 1996), kroatischer Fußballspieler
- Ilić, Danilo († 1915), Helfer der Attentäter von Sarajevo
- Ilić, Danka (* 1978), deutsche Basketballspielerin
- Ilic, Dejan (* 1957), serbisch-deutscher Manager und Erfinder
- Ilić, Đorđe (* 1994), serbischer Volleyballspieler
- Ilic, Dragan (* 1955), jugoslawischer Jockey
- Ilic, Dragomir (1925–2004), jugoslawischer Fußballtorhüter
- Ilić, Ivan (* 1978), US-amerikanischer Pianist
- Ilić, Ivan (* 2001), serbischer Fußballspieler
- Ilić, Ivana (* 2002), serbische Leichtathletin
- Ilić, Leon (* 2001), österreichischer Fußballspieler
- Ilić, Miroslav (* 1950), serbischer Volkssänger und Liedschreiber
- Ilić, Momir (* 1981), serbischer Handballspieler und -trainerMomir Ilić (* 1981)

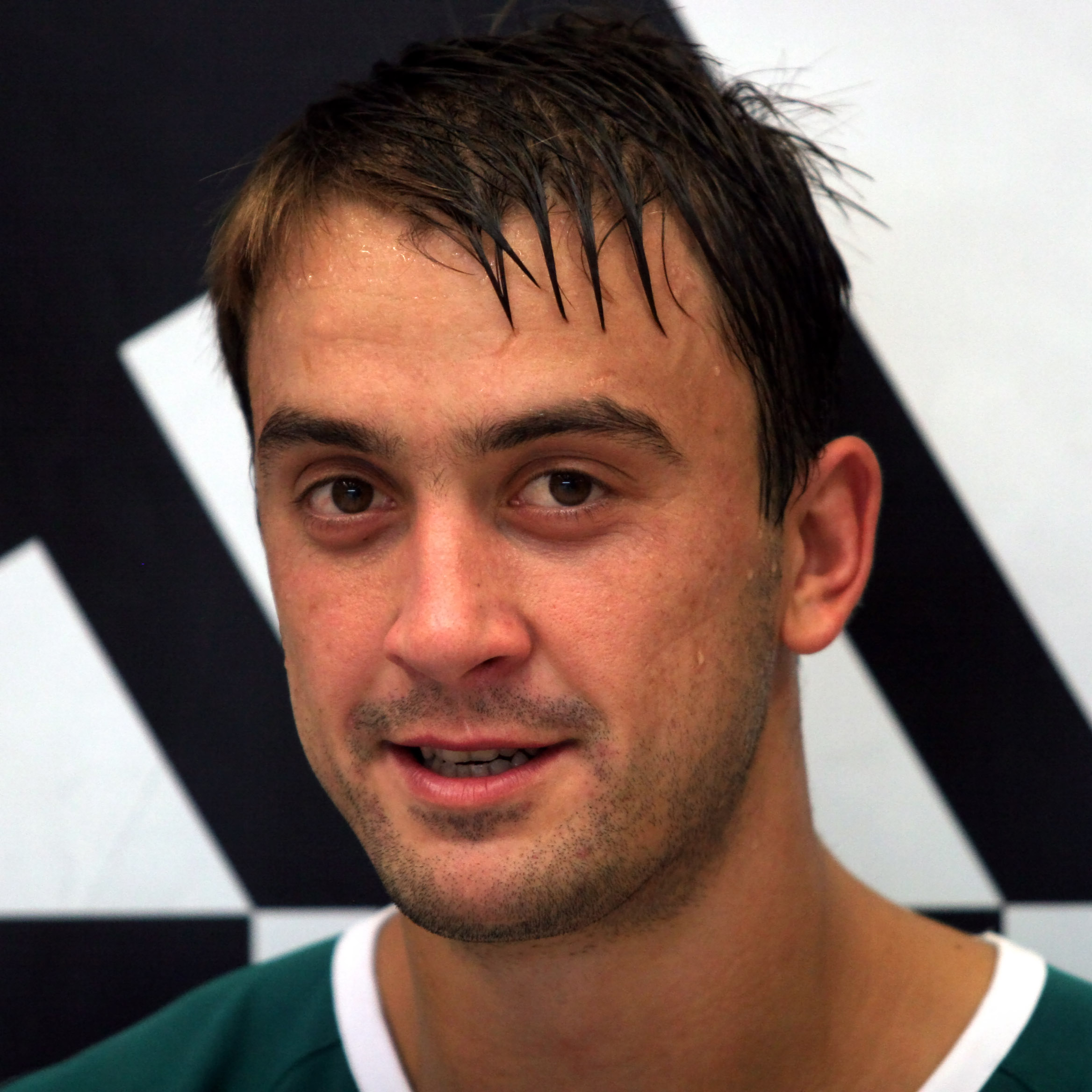
Momir Ilić (* 1981)

- Ilić, Nataša (* 1970), kroatische Kuratorin
- Ilić, Nemanja (* 1990), serbischer Handballspieler
- Ilić, Nemanja (* 1992), serbischer Fußballspieler
- Ilic, Neven (* 1962), chilenischer Ingenieur und Sportfunktionär
- Ilić, Nikola (* 2003), serbischer Leichtathlet
- Ilić, Ognjen (* 1998), serbischer Radrennfahrer
- Ilić, Sanja (1951–2021), jugoslawischer bzw. serbischer Komponist und Keyboarder
- Ilić, Saša (* 1970), nordmazedonischer Fußballspieler
- Ilić, Saša (* 1972), serbischer Schriftsteller
- Ilić, Saša (* 1977), serbischer Fußballspieler
- Ilić, Stefan (* 1990), serbischer Eishockeyspieler und -trainer
- Ilić, Stefan (* 2002), deutscher Fußballspieler
- Ilić, Vanja (* 1993), serbischer Handballspieler
- Ilić, Velimir (* 1951), serbischer Politiker
- Ilic, Vladimir (* 1973), deutscher American-Football-Spieler und -Trainer
- Ilić, Zoran (* 2002), serbisch-ungarischer Handballspieler
- Ilıcak, Erman (* 1967), türkischer Geschäftsmann
- Ilıcak, Nazlı (* 1944), türkische Journalistin und ehemalige Politikerin
- Ilıcalı, Acun (* 1969), türkischer Produzent und ModeratorAcun Ilıcalı (* 1969)

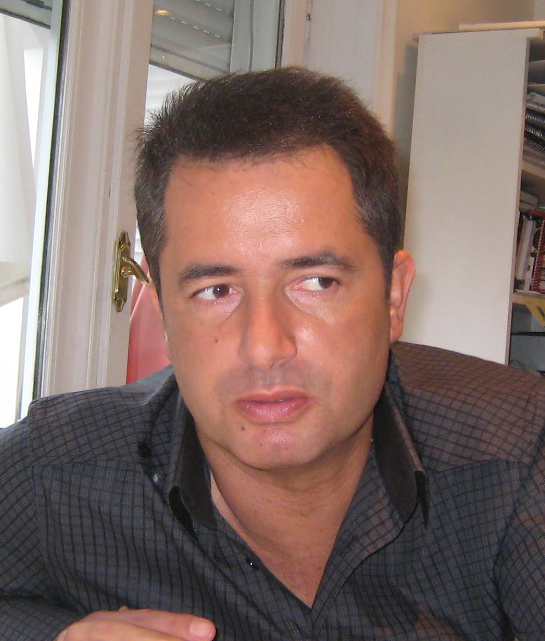
Acun Ilıcalı (* 1969)

- Iličević, Ivo (* 1986), kroatischer Fußballspieler
- Ilich, Bianca, bulgarische Schauspielerin, Filmschaffende, Schauspiellehrerin, Model und Journalistin
- Iličić, Josip (* 1988), slowenischer Fußballspieler
- Ilie, Adrian (* 1974), rumänischer Fußballspieler
- Ilie, Andrew (* 1976), australischer Tennisspieler
- Ilie, Ioana (* 1988), Pianistin, Komponistin und Improvisatorin
- Ilie, Rareș (* 2003), rumänischer Fußballspieler
- Ilie, Sabin (* 1975), rumänischer Fußballspieler
- Ilie, Silviu (* 1988), rumänischer Fußballspieler
- Ilie, Valentin (* 1950), rumänischer Radrennfahrer
- Ilien, Albert (1944–2011), deutscher Erziehungswissenschaftler, Theologe und Hochschullehrer
- Ilien, Bruno (* 1959), französischer Autorennfahrer
- Ilienko, Andrei (* 1994), georgischer Eishockeyspieler
- Iliescu, Adrian (* 1981), rumänischer klassischer Geiger
- Iliescu, Ion (1930–2025), rumänischer PolitikerIon Iliescu (1930–2025)

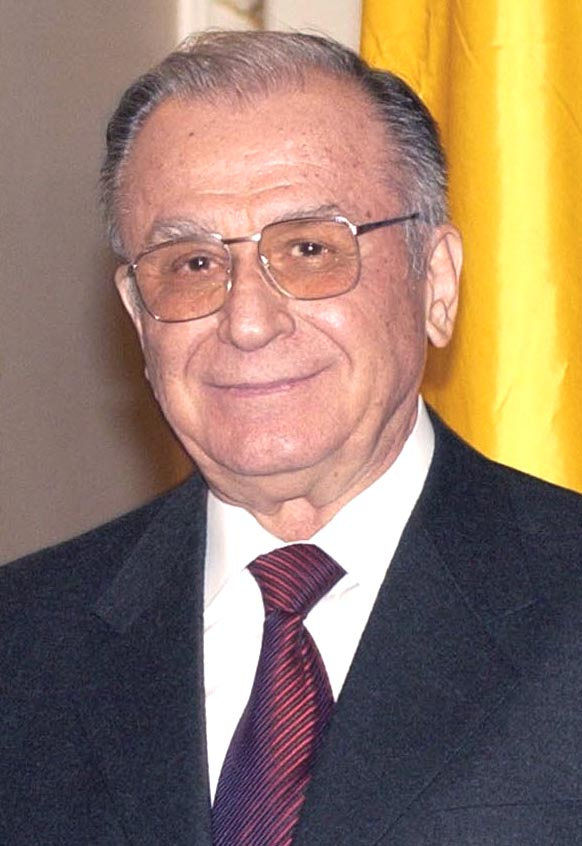
Ion Iliescu (1930–2025)

- Iliescu, Maria (1927–2020), österreichische Romanistin
- Iliescu, Mihai (* 1978), rumänischer Bobsportler
- Iliescu, Octavian (1919–2009), rumänischer Numismatiker
- Iliescu-Călinești, Gheorghe (1932–2002), rumänischer Bildhauer
- Iliev, Ivica (* 1979), serbischer Fußballspieler
- Iliev, Sarah (* 2006), französische Tennisspielerin
- Iliev, Velizar (* 1966), bulgarischer und amerikanischer Moderner Fünfkampfer
- Ilieva, Vaska (1923–2001), mazedonische Sängerin
- Ilieva, Vera (1952–2018), bulgarische Mezzosopranistin
- Ilievski, Jovan (* 1958), nordmazedonischer Jurist und Richter am Europäischen Gerichtshof für Menschenrechte
- Ilievski, Petar Hristov (1920–2013), mazedonischer Altphilologe und Mykenologe
- Ilievski, Vlado (* 1980), mazedonischer Basketballspieler
- Ilievski, Vlatko (1985–2018), nordmazedonischer Sänger und Fernsehmoderator
- Iliew, Atanas (* 1943), bulgarischer Eishockeytorwart
- Iliew, Christo (* 1937), bulgarischer Radrennfahrer
- Iliew, Christo (* 2005), bulgarischer Sprinter
- Iliew, Dimitar (* 1988), bulgarischer Fußballspieler
- Iliew, Georgi (* 1946), bulgarischer Eishockeyspieler
- Iliew, Ljuben (* 1989), bulgarischer Ringer
- Iliew, Ljubomir (1913–2000), bulgarischer Mathematiker und Informatiker
- Iliew, Marin (* 1940), bulgarischer Radrennfahrer
- Iliew, Nikola (* 2004), bulgarischer Fußballspieler
- Iliew, Nikolaj (* 1964), bulgarischer Fußballspieler
- Iliew, Plamen (* 1991), bulgarischer Fußballtorwart
- Iliew, Walentin (* 1980), bulgarischer Fußballspieler
- Iliew, Wladimir (* 1935), bulgarischer Komponist, Musiker und Musikpädagoge
- Iliew, Wladimir (* 1987), bulgarischer Biathlet
- Iliewa, Zwetelina (* 2001), bulgarische Volleyballspielerin
- Iliffe, John (* 1939), britischer Historiker
- Iliffe, Valentina (* 1956), britische Skirennläuferin
- Iligan, Porfirio R. (1922–2001), philippinischer Geistlicher, katholischer Bischof
- Ilijoski, Blaže (* 1984), mazedonischer Fußballspieler
- İliksiz, Yudum (* 1997), türkische Sprinterin
- Ililau, Adrian (* 2000), palauischer Leichtathlet
- Ililonga, Rikki (* 1949), sambischer Musiker
- Ilıman, Mert (* 1995), türkischer Fußballspieler
- Ilimilku, Schreiber und Exorzist
- Ilinca (* 1998), rumänische Sängerin
- Iling-Junior, Samuel (* 2003), englischer Fußballspieler
- Iliński, Antoni Aleksander (1814–1861), polnisch-osmanischer Offizier und General
- Iliohan, Henrica (1850–1921), niederländische Frauenrechtlerin und Übersetzerin
- Iliopoulos, John (* 1940), griechischer Physiker
- Iliopoulos, Panagiotis, griechischer Politiker
- Ilira (* 1994), Schweizer SängerinIlira (* 1994)

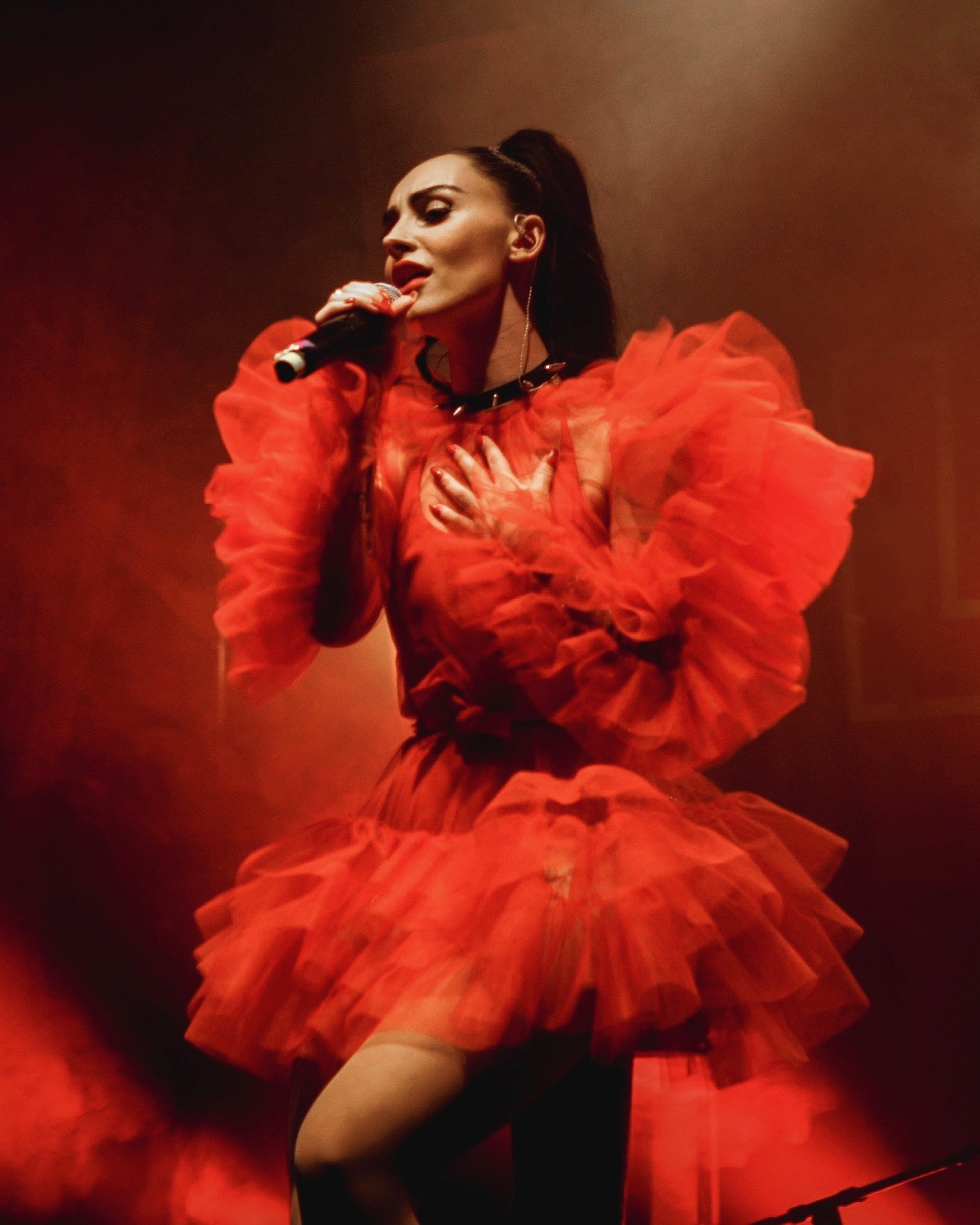
Ilira (* 1994)

- Ilisarow, Gawriil Abramowitsch (1921–1992), russischer Orthopäde
- Ilisch, Lutz (* 1950), deutscher Arabist und Numismatiker
- Ilisch, Maja (* 1975), deutsche TV- und Romanautorin
- Ilisch, Peter (1947–2023), deutscher Numismatiker
- Ilitch, Mike (1929–2017), US-amerikanischer Unternehmer
- Ilitcheva, Ianina (1983–2016), österreichische Autorin und Künstlerin
- Ilitsch, Daniza (1914–1965), jugoslawische Opern- und Liedersängerin (Sopran)
- Ilitsch, Sascha (* 1985), deutscher Handballspieler
- Ilitschewski, Alexander Wiktorowitsch (* 1970), russischer Physiker, Dichter und Autor
- Iliupersis-Maler, apulischer Vasenmaler
- Iliuț, Maria (* 1955), rumänische Folklore-Sängerin
- Iliuță, Ana (* 1958), rumänische Ruderin
- Iliwicka-Dąbrowska, Olga (1910–1979), polnische Pianistin und Musikpädagogin

### Ilj
- Ilja Jaroslawitsch, Fürst von Nowgorod
- Ilja, Jakob (* 1959), deutscher Gitarrist und FilmkomponistJakob Ilja (* 1959)

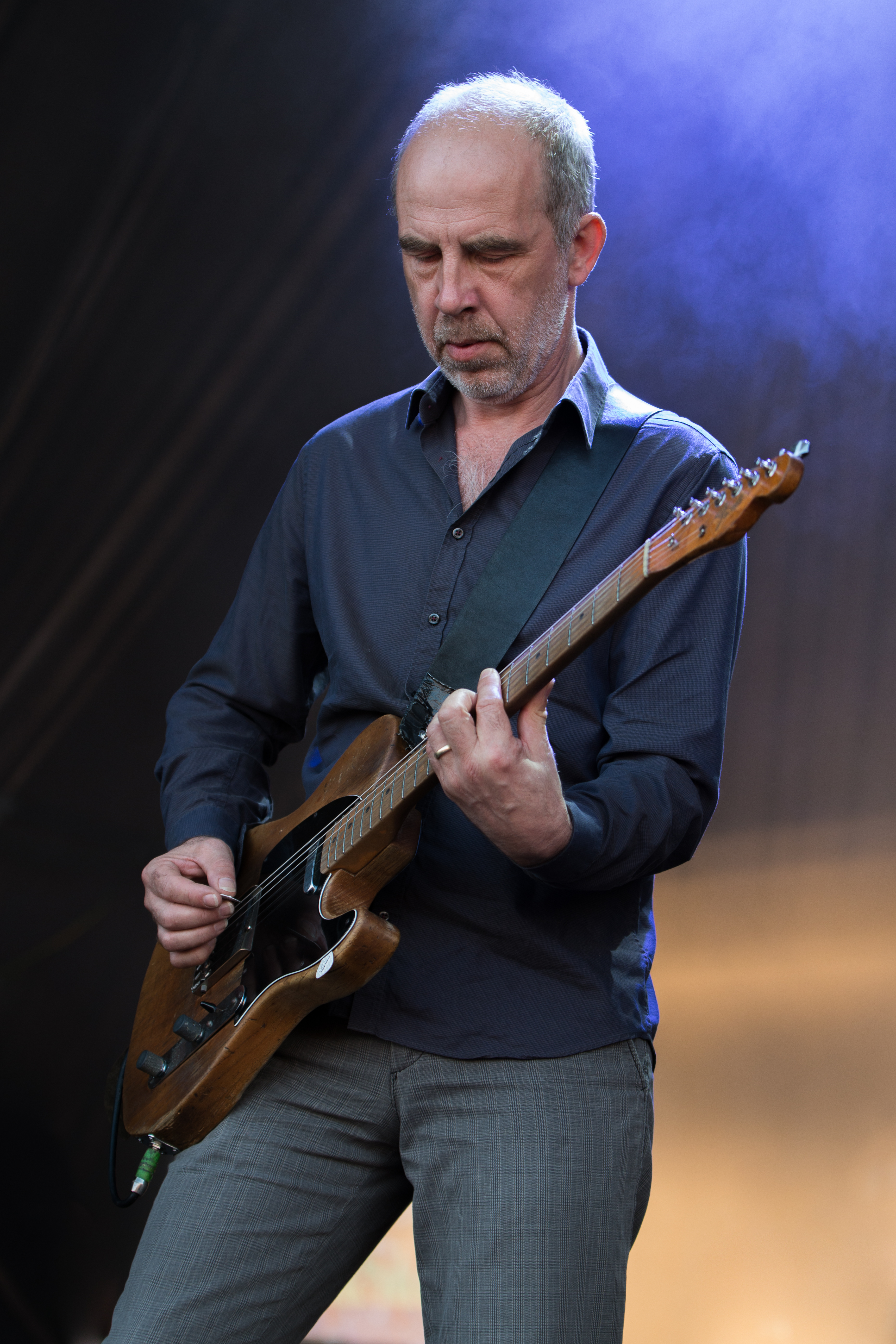
Jakob Ilja (* 1959)

- Iljans, Eric (* 1969), schwedischer Freestyle-Skisportler
- Iljans, Magdalena (* 1969), schwedische Freestyle-Skisportlerin
- Iljaschenko, Juli Sergejewitsch (* 1943), russischer Mathematiker
- Iljassow, Juri Michailowitsch (1926–2005), sowjetischer Hochspringer
- Iljassow, Nijas Anwarowitsch (* 1995), russischer Judoka
- Iljenkow, Ewald Wassiljewitsch (1924–1979), sowjetischer Philosoph, Psychologe und Pädagoge
- Iljenkow, Wassili Pawlowitsch (1897–1967), sowjetisch-russischer Schriftsteller des Sozialistischen Realismus
- Iljić, Ivana (* 1976), kroatische Fußballspielerin
- Iljin, Alexander Alexandrowitsch (* 1983), russischer Schauspieler und Sänger
- Iljin, Alexander Anatoljewitsch (1952–2019), russischer Werkstoffwissenschaftler und Hochschullehrer
- Iljin, Anatoli Michailowitsch (1931–2016), sowjetischer Fußballspieler
- Iljin, Dmitri (* 1989), kirgisisch-russischer Dreispringer
- Iljin, Ilja (* 1988), kasachischer Gewichtheber
- Iljin, Iwan Alexandrowitsch (1883–1954), russischer Philosoph, Schriftsteller und PublizistIwan Alexandrowitsch Iljin (1883–1954)

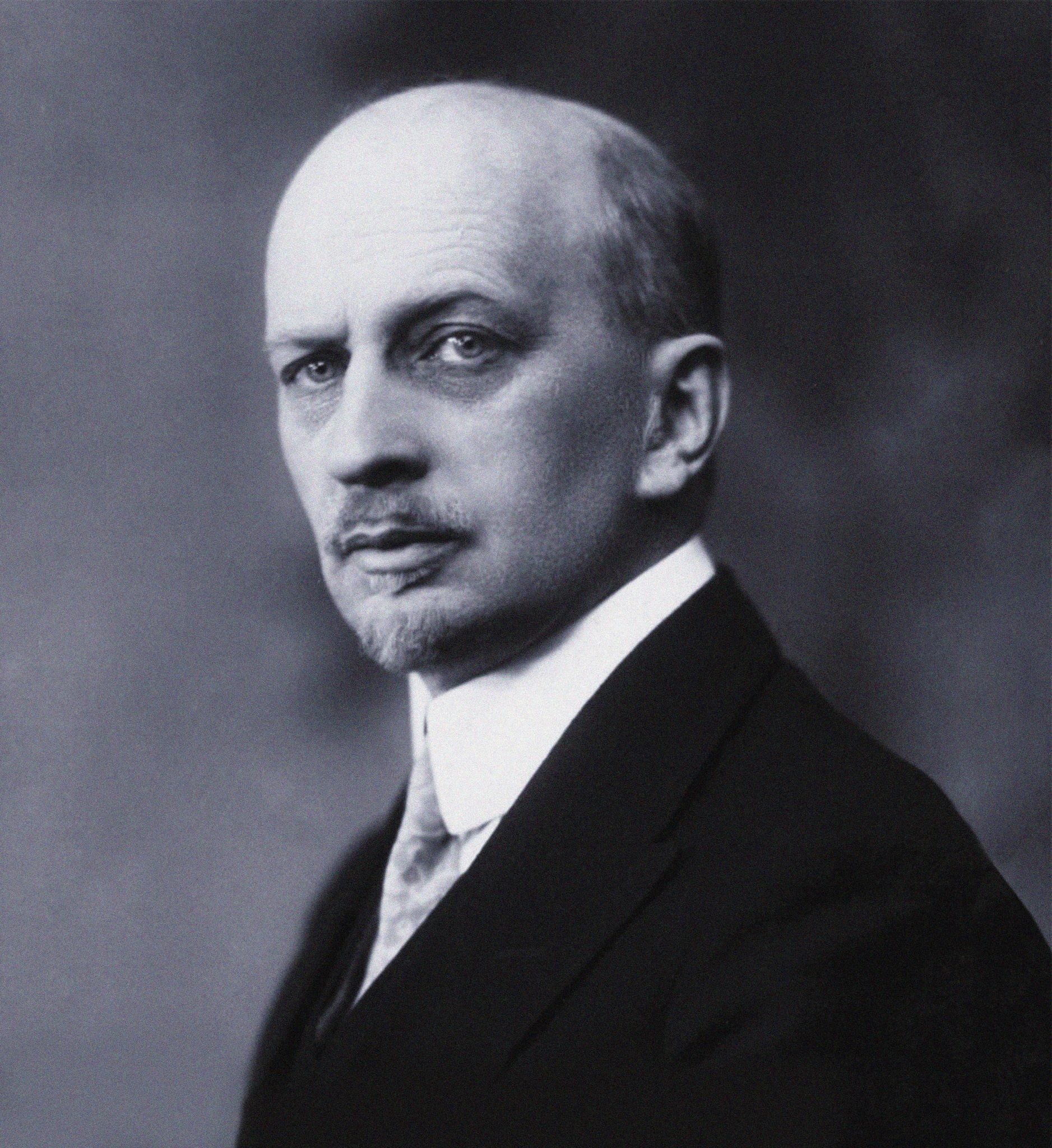
Iwan Alexandrowitsch Iljin (1883–1954)

- Iljin, Nikolai Jakowlewitsch (1901–1937), sowjetischer Raketeningenieur und Militärtechniker
- Iljin, Sergei Sergejewitsch (1906–1997), sowjetischer Fußball- und Bandyspieler
- Iljin, Wassili Petrowitsch (1949–2015), sowjetischer Handballspieler
- Iljin, Wiktor (* 1932), sowjetischer Radrennfahrer
- Iljin, Wladimir Dmitrijewitsch (* 1992), russischer Fußballspieler
- Iljin-Schenewski, Alexander Fjodorowitsch (1894–1941), russischer Schachspieler und -organisator
- Iljina, Jekaterina Fjodorowna (* 1991), russische Handballspielerin
- Iljina, Jelena (* 1967), sowjetische Eisschnellläuferin
- Iljina, Nadeschda Leonidowna (1949–2013), sowjetische Sprinterin
- Iljina, Natalija Iossifowna (1914–1994), chinesische bzw. sowjetische bzw. russische Journalistin, Literaturkritikerin und Satirikerin
- Iljina, Natalja Nikolajewna (* 1985), russische Skilangläuferin
- Iljina, Wera Sergejewna (* 1974), russische Wasserspringerin
- Iljine, Diana (* 1964), deutsche Kommunikationswissenschaftlerin
- Iljinski, Alexander Alexandrowitsch (1859–1920), russisch-sowjetischer Komponist und Hochschullehrer
- Iljinski, Michail Alexandrowitsch (1856–1941), russischer Chemiker
- Iljinskij, Alexander (1948–2009), deutscher Theaterintendant
- Iljinych, Aljona Wiktorowna (* 1991), russische Biathletin
- Iljinych, Dmitri Sergejewitsch (* 1987), russischer Volleyballspieler
- Iljinych, Irina Anatoljewna (* 1972), russische Biathletin
- Iljinych, Jelena Ruslanowna (* 1994), russische Eiskunstläuferin
- Iljinych, Kristina Alexejewna (* 1994), russische Wasserspringerin
- Iljinych, Walentina Iwanowna (* 1956), russische Mittelstreckenläuferin
- Iljitschow, Iwan Iwanowitsch (1905–1983), sowjetischer Militär und Diplomat
- Iljitschow, Leonid Fjodorowitsch (1906–1990), sowjetischer Diplomat und Politiker
- Iljitschow, Leonid Georgijewitsch (* 1948), sowjetischer Schwimmer
- Iljitschowa-Ryschakowa, Marina Jurjewna (1959–2018), sowjetische bzw. russische Schauspielerin
- Iljo (1805–1898), bulgarischer Revolutionär, Wojwode, Freiheitskämpfer
- Iljuchina, Jekaterina Sergejewna (* 1987), russische Snowboarderin
- Iljumschinow, Kirsan Nikolajewitsch (* 1962), russischer Politiker, Präsident der autonomen Republik Kalmückien in der Russischen Föderation, Schachfunktionär
- Iljuschetschkina, Ljubow Iwanowna (* 1991), russische Eiskunstläuferin
- Iljuschin, Alexei Antonowitsch (1911–1998), russischer Physiker und Hochschullehrer
- Iljuschin, Sergei Wladimirowitsch (1894–1977), russischer Ingenieur und FlugzeugbauerSergei Wladimirowitsch Iljuschin (1894–1977)

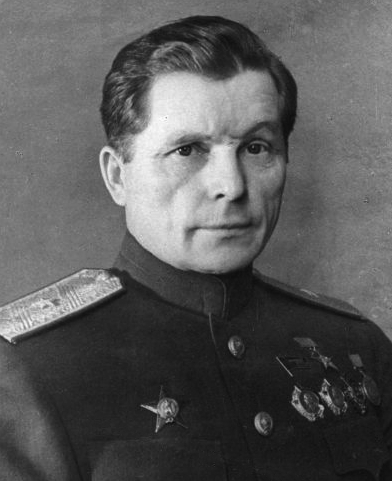
Sergei Wladimirowitsch Iljuschin (1894–1977)

- Iljuschin, Wladimir Sergejewitsch (1927–2010), sowjetischer Testpilot
- Iļjušins, Aleksejs (* 1967), lettischer Sprinter
- Iljuštšenko, Anna (* 1985), estnische Hochspringerin
- Iljutschenko, Stanislaw (* 1990), deutscher Fußballspieler

### Ilk
- Ilk, Anton-Joseph (* 1951), rumänischer Ethnologe und Geistlicher
- Ilk, Çağla, deutsche Dramaturgin und Kuratorin
- Ilk, Herta (1902–1972), deutsche Politikerin (FDP), MdB
- Ilk, Klaus, österreichischer Pokerspieler
- Ilka, Thomas (* 1965), deutscher Volkswirt
- Ilkajew, Radi Iwanowitsch (* 1938), russischer Physiker
- İlkan, Ahmet Selçuk (* 1955), türkischer Lyriker und Liedertexter
- İlkel, Cem (* 1995), türkischer Tennisspieler
- Ilker, Hans-Georg (1926–1995), deutscher Sportmediziner und Sportfunktionär
- İlkhan, Emirhan (* 2004), türkischer Fußballspieler
- Ilkhanipour, Danial (* 1981), deutscher Politiker (SPD), Bundestagskandidat der SPD für den Wahlbezirk Hamburg-Eimsbüttel, MdHBDanial Ilkhanipour (* 1981)

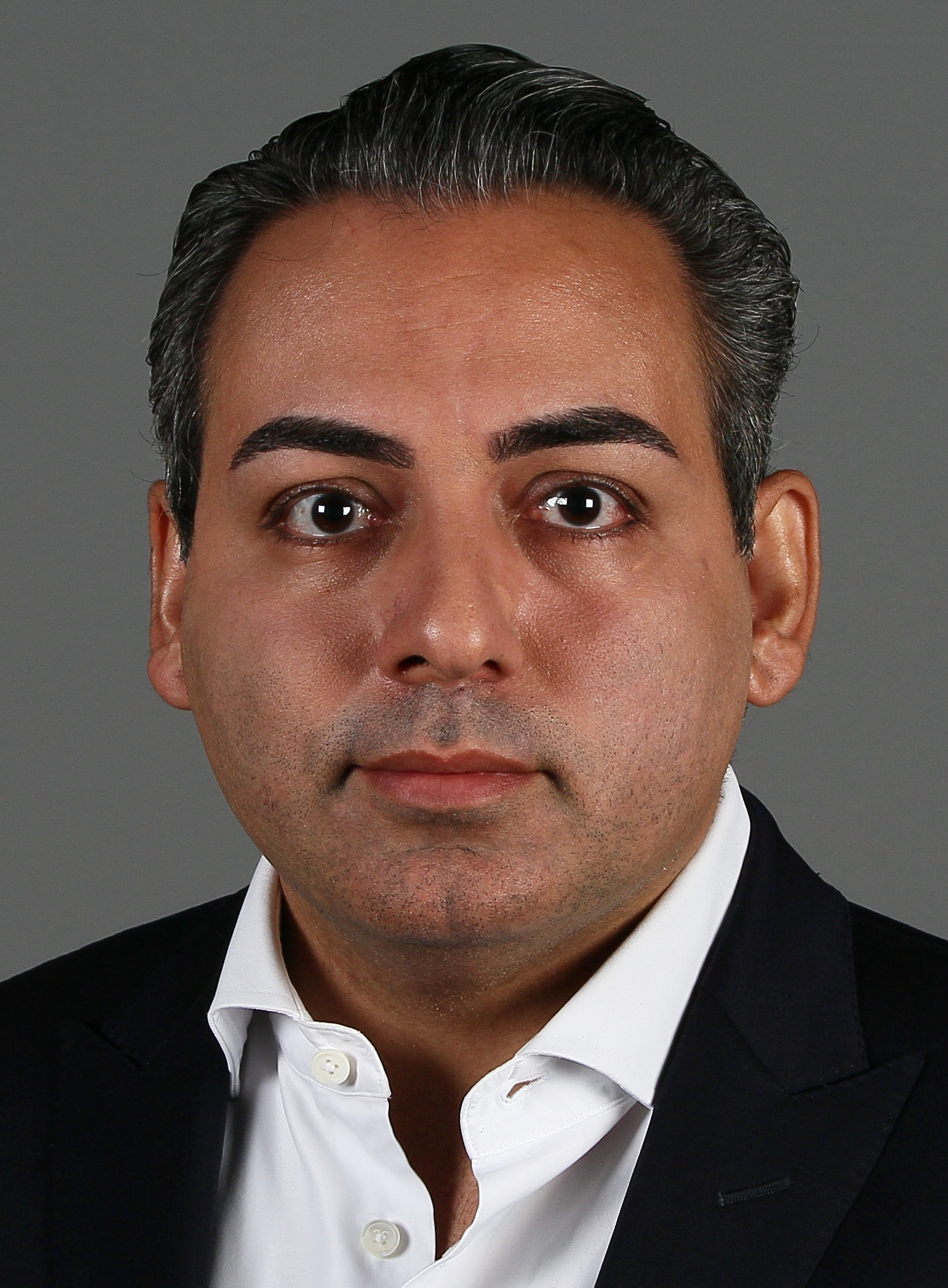
Danial Ilkhanipour (* 1981)

- Ilkılıç, İlhan (* 1967), deutsch-türkischer Medizinethiker
- Ilkiw, Olha (1920–2021), ukrainische Partisanin
- Ilkovič, Dionýz (1907–1980), slowakischer Physikochemiker, der die nach ihm benannte Gleichung herleitete
- Ilkow, Herwig (1913–1942), österreichischer Politiker (NSDAP), Landtagsabgeordneter
- Ilkow, Nikolai (* 1955), bulgarischer Kanute

### Ill
- Ill Bill (* 1972), US-amerikanischer Rapper, Musikproduzent und Musiklabel-GründerIll Bill (* 1972)

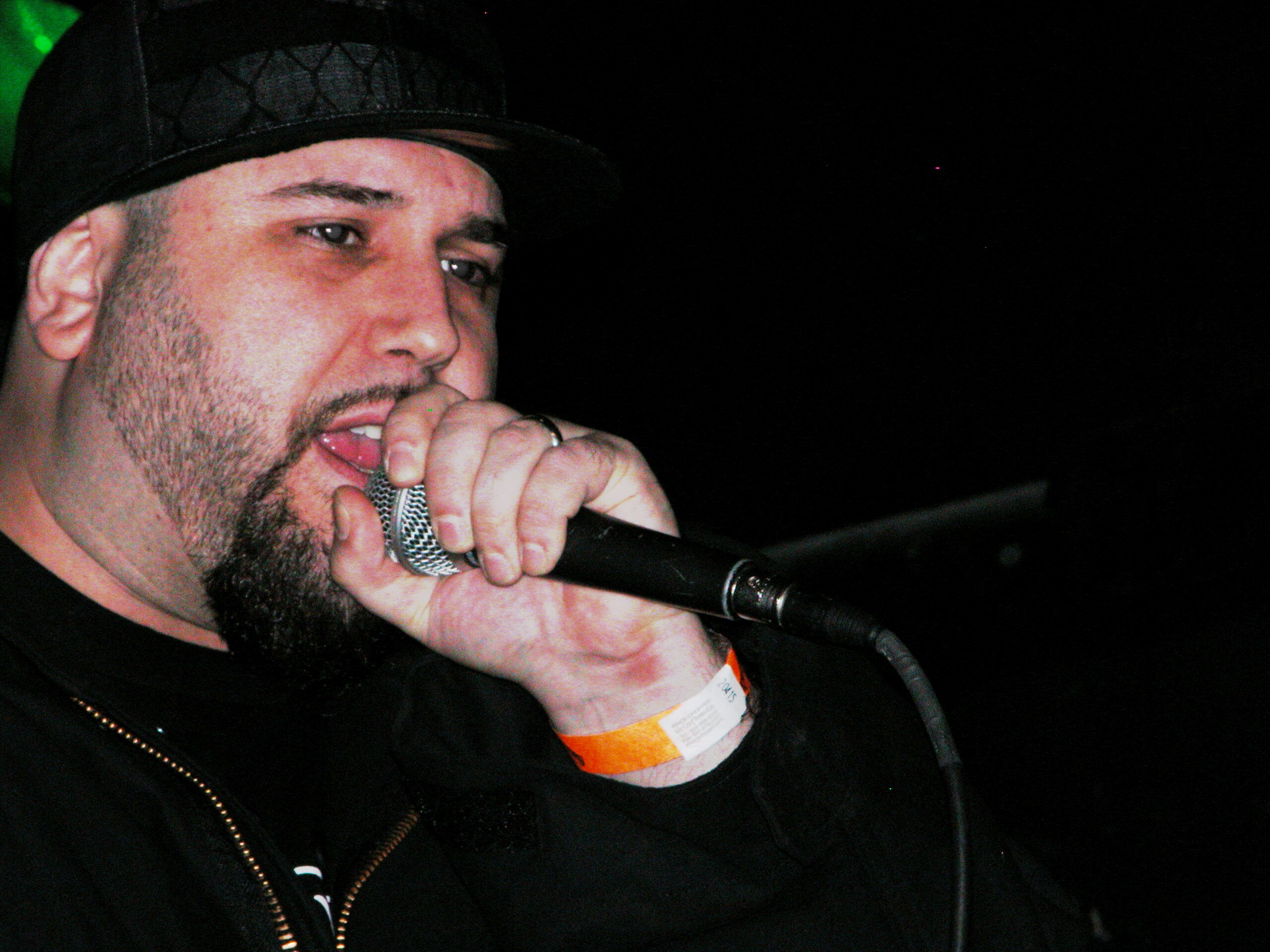
Ill Bill (* 1972)

- Illa, Salvador (* 1966), spanischer Politiker, Gesundheitsminister
- Illak, Harry (* 1961), estnischer Dirigent
- Iłłakowiczówna, Kazimiera (1892–1983), polnische Lyrikerin und Übersetzerin
- Illana, Javier (* 1985), spanischer Wasserspringer
- Illanes, Rodolfo (1958–2016), bolivianischer Jurist und Politiker
- Illarionow, Andrei Nikolajewitsch (* 1961), sowjetischer Ökonom
- Illarionowa, Anastassija Alexandrowna (* 1999), russische Handballspielerin
- Illarramendi, Asier (* 1990), spanischer Fußballspieler
- Illas, Yoao (* 2002), kubanischer Hürdenläufer
- Illbruck, Marco (* 1986), deutscher Springreiter
- Illbruck, Michael, deutscher Unternehmer und Segelsportler
- Illbruck, Wilhelm Gustav (1927–2004), deutscher Unternehmer und HochseeseglerWilhelm Gustav Illbruck (1927–2004)

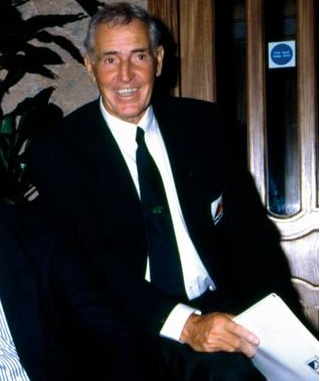
Wilhelm Gustav Illbruck (1927–2004)

- Ille, Eduard (1823–1900), deutscher Maler, Illustrator, Karikaturist und Schriftsteller
- Ille, Heinrich (1878–1932), Landtagsabgeordneter Volksstaat Hessen
- Ille-Beeg, Marie (1855–1927), deutsche Schriftstellerin und Illustratorin
- Illedich, Bernd (* 1977), österreichischer Fußballspieler
- Illedits, Christian (* 1958), österreichischer Politiker (SPÖ), 1. Landtagspräsident
- Illeditsch, Elena (* 1990), deutsche Triathletin
- Illek, Christian (* 1964), deutscher Betriebswirt und Manager
- Illek, Jiří, tschechoslowakischer Radrennfahrer
- Illem, Franz Josef Georg (1865–1912), österreichischer Maler
- Illenberger, Alfons (1893–1965), deutscher Fotograf
- Illenberger, Katja (* 1977), deutsche Fußballspielerin
- Illenberger, Ralf (* 1956), deutscher Gitarrist und Produzent
- Illenberger, Sarah (* 1976), deutsche Illustratorin und Art Director
- Illenium (* 1990), US-amerikanischer Musikproduzent und DJ
- Illens, Louis d' (1749–1819), Schweizer Kaufmann und Sklavenhändler
- Illens, Marguerite d’, Äbtissin der Abtei Magerau
- Iller, Bob (1912–1980), deutscher Schauspieler, Conférencier, Sänger und DrehbuchautorBob Iller (1912–1980)

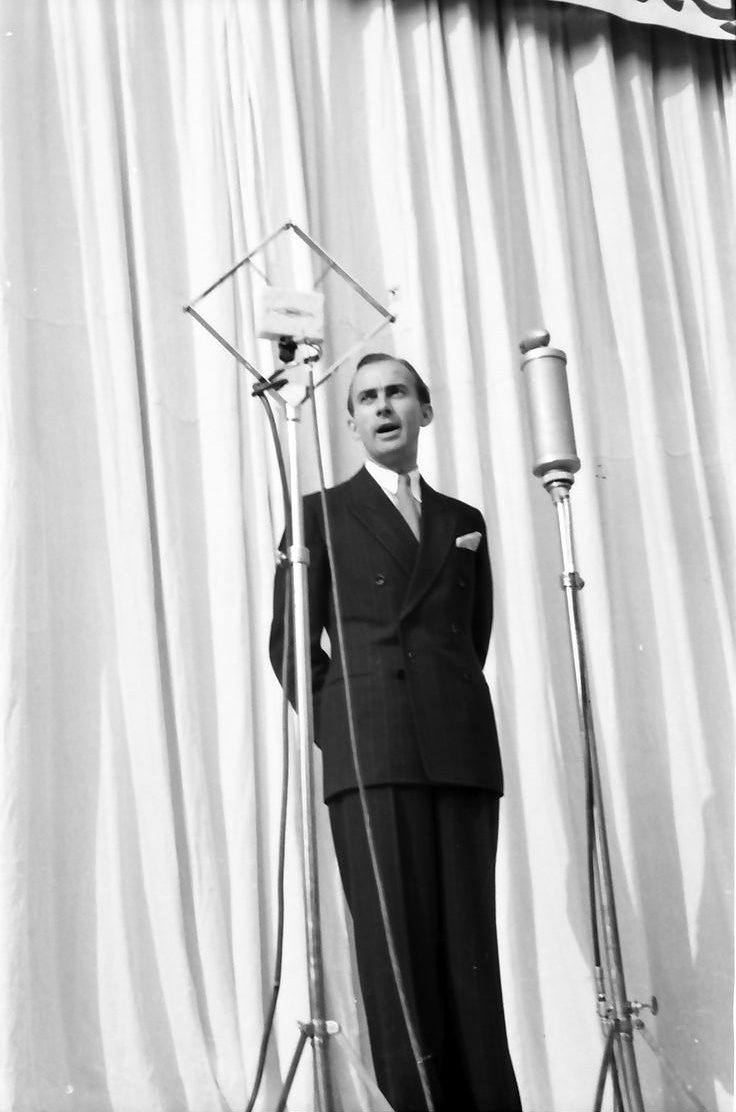
Bob Iller (1912–1980)

- Illerhaus, Joseph (1903–1973), deutscher Politiker (CDU), MdB, MdEP
- Illers, Heinrich (1908–1986), deutscher Jurist und SS-Hauptsturmführer
- Illert, Friedrich Maria (1892–1966), deutscher Kulturwissenschaftler, Archivar, Bibliothekar und Historiker
- Illert, Helmut (1938–2021), deutscher Fernsehjournalist
- Illert, Martin (* 1967), deutscher lutherischer Theologe
- Illert, Ursula (* 1946), deutsche Schauspielerin, Hörbuch- und Hörspielsprecherin
- Illéry, Pola (1909–1993), rumänisch-französische Filmschauspielerin
- Illés, Anna (* 1994), ungarische Wasserballspielerin
- Illés, Béla (1895–1974), ungarischer Schriftsteller
- Illés, Eugen (1879–1951), ungarischer Kameramann, Filmregisseur und Drehbuchautor
- Illés, György (1914–2006), ungarischer Kameramann
- Illés, Márton (* 1975), ungarischer Konzertpianist, Komponist und Dirigent
- Illes, Peter (* 1942), ungarisch-deutscher Arzt und Pharmakologe
- Illes, Sandrina (* 1986), österreichische Triathletin
- Illescas Córdoba, Miguel (* 1965), spanischer Schachmeister
- Illésházy, Stephan (1762–1838), Großgrundbesitzer, Militär und Politiker
- Illésházy, Stephan I. (1540–1609), ungarischer Adliger und Palatin von Ungarn
- Illetschko, Dustin (* 1991), österreichischer Footballspieler
- Illge, Frank (* 1960), deutscher Fußballspieler
- Illge, Richard (1868–1948), deutscher Politiker (SPD), MdL (Königreich Sachsen)
- Illgen, Arthur (1905–1943), deutscher Arbeiter und Opfer der NS-Kriegsjustiz
- Illgen, Christian Friedrich († 1844), deutscher evangelischer Geistlicher und Hochschullehrer
- Illgen, Karin (* 1941), deutsche Leichtathletin und Olympiateilnehmerin
- Illger, Daniel (* 1977), deutscher Schriftsteller und Filmwissenschaftler
- Illgner, Bodo (* 1967), deutscher FußballtorhüterBodo Illgner (* 1967)

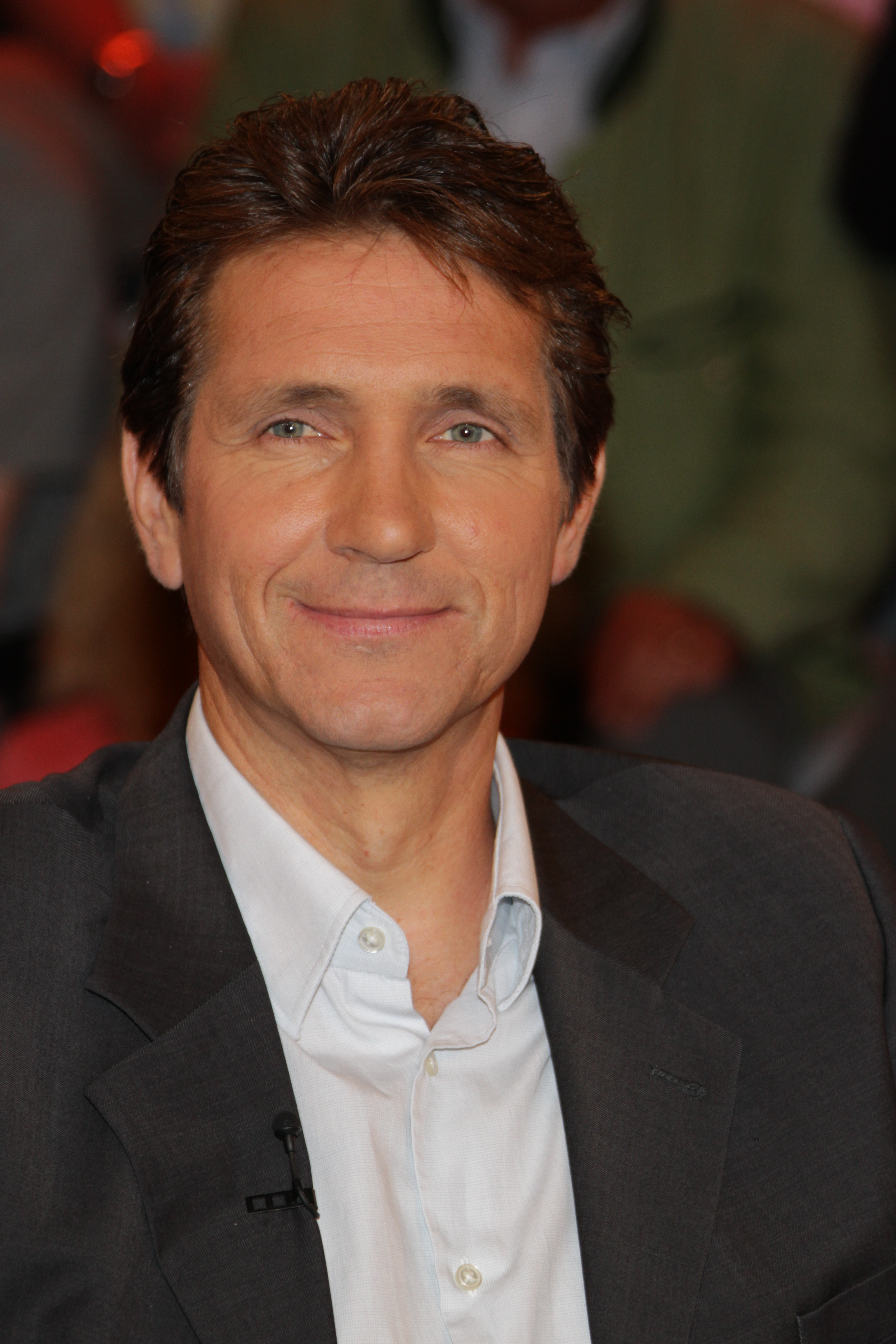
Bodo Illgner (* 1967)

- Illhardt, Paul (1888–1936), deutscher Politiker (KPD), Widerstandskämpfer
- Illi, Günther (* 1957), deutscher Filmkomponist und Musiker
- Illi, Klaus (* 1953), deutscher Bildhauer
- Illi, Kurt H. (1935–2010), langjähriger Verkehrsdirektor von Luzern
- Illi, Martin (* 1956), Schweizer Historiker
- Illi, Nora (1984–2020), Schweizer Polygrafin und Frauenbeauftragte im Islamischen Zentralrat Schweiz (IZRS)
- Illi, Qaasim (* 1982), Schweizer islamistischer Propagandist
- Illi, Thomas (* 1957), Schweizer Autor und Journalist
- Illia, Arturo Umberto (1900–1983), argentinischer Politiker, Präsident von Argentinien
- Illiano, Gioacchino (1935–2020), italienischer Geistlicher, römisch-katholischer Bischof von Nocera Inferiore-Sarno
- Illiano, Raffaele (* 1977), italienischer Radrennfahrer
- Illiard, Eliza (1905–1969), deutsche Koloratursopranistin
- Illiassou, Hassan (* 1966), nigrischer Sprinter
- Illibauer, Mario (* 1985), österreichischer Fußballspieler
- Illic, Bata (* 1939), deutsch-jugoslawischer SchlagersängerBata Illic (* 1939)

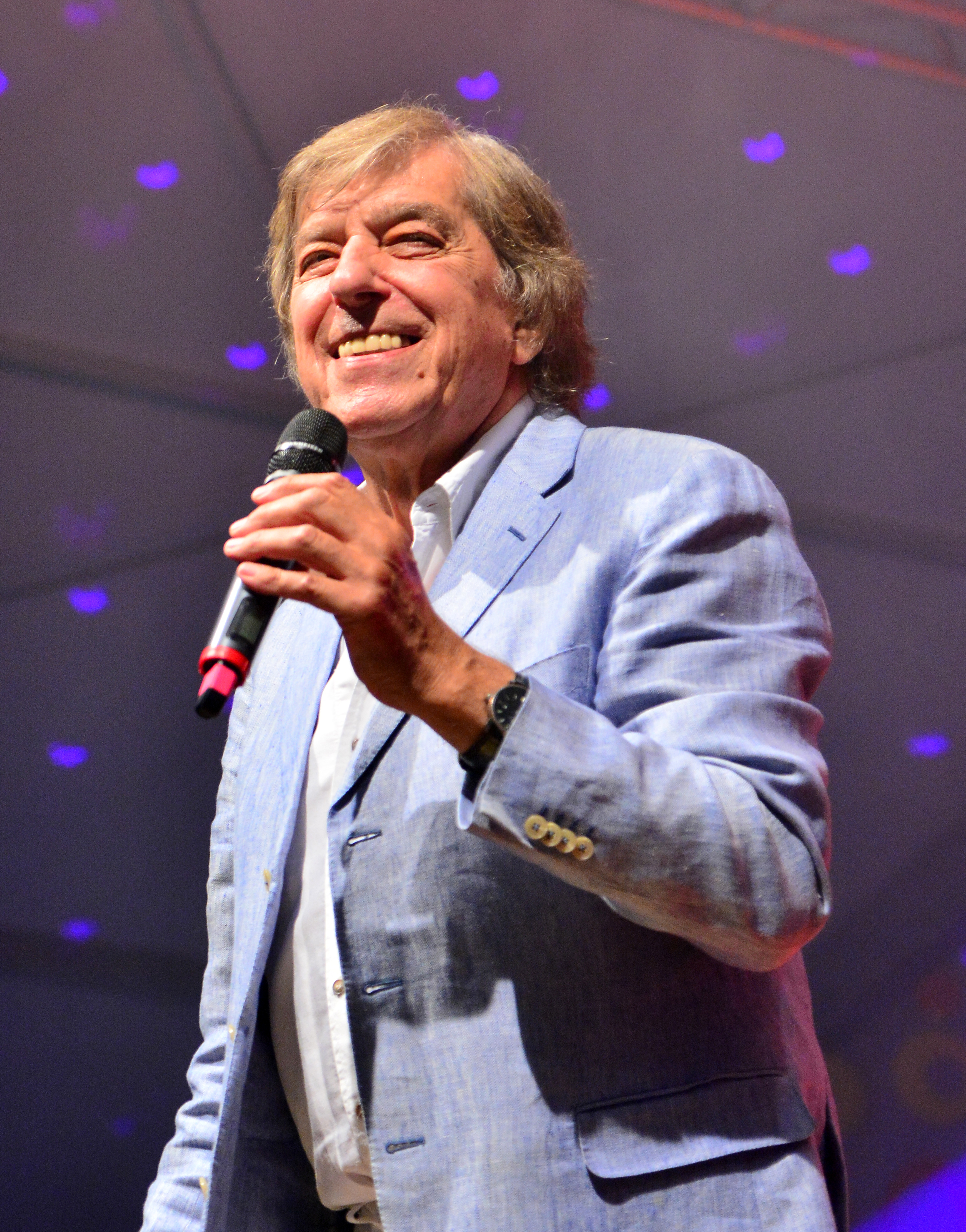
Bata Illic (* 1939)

- Illica, Luigi (1857–1919), italienischer Librettist
- Illich, Ivan (1926–2002), österreichisch-amerikanischer Pädagoge, Philosoph, Theologe
- Illien, Mario (* 1949), Schweizer Ingenieur und Motorenentwickler
- Illiers, Isabelle, französische Schauspielerin
- Illies, Arthur (1870–1952), deutscher Maler und Grafiker
- Illies, Carl senior (1840–1910), deutscher Großkaufmann
- Illies, Carl-Heinz (1935–1995), deutscher Unternehmer
- Illies, Christian (* 1963), deutscher Philosoph und Hochschullehrer
- Illies, Eymer Friedrich (1896–1962), deutscher Politiker (DP/NLP), MdL
- Illies, Florian (* 1971), deutscher Journalist und BuchautorFlorian Illies (* 1971)

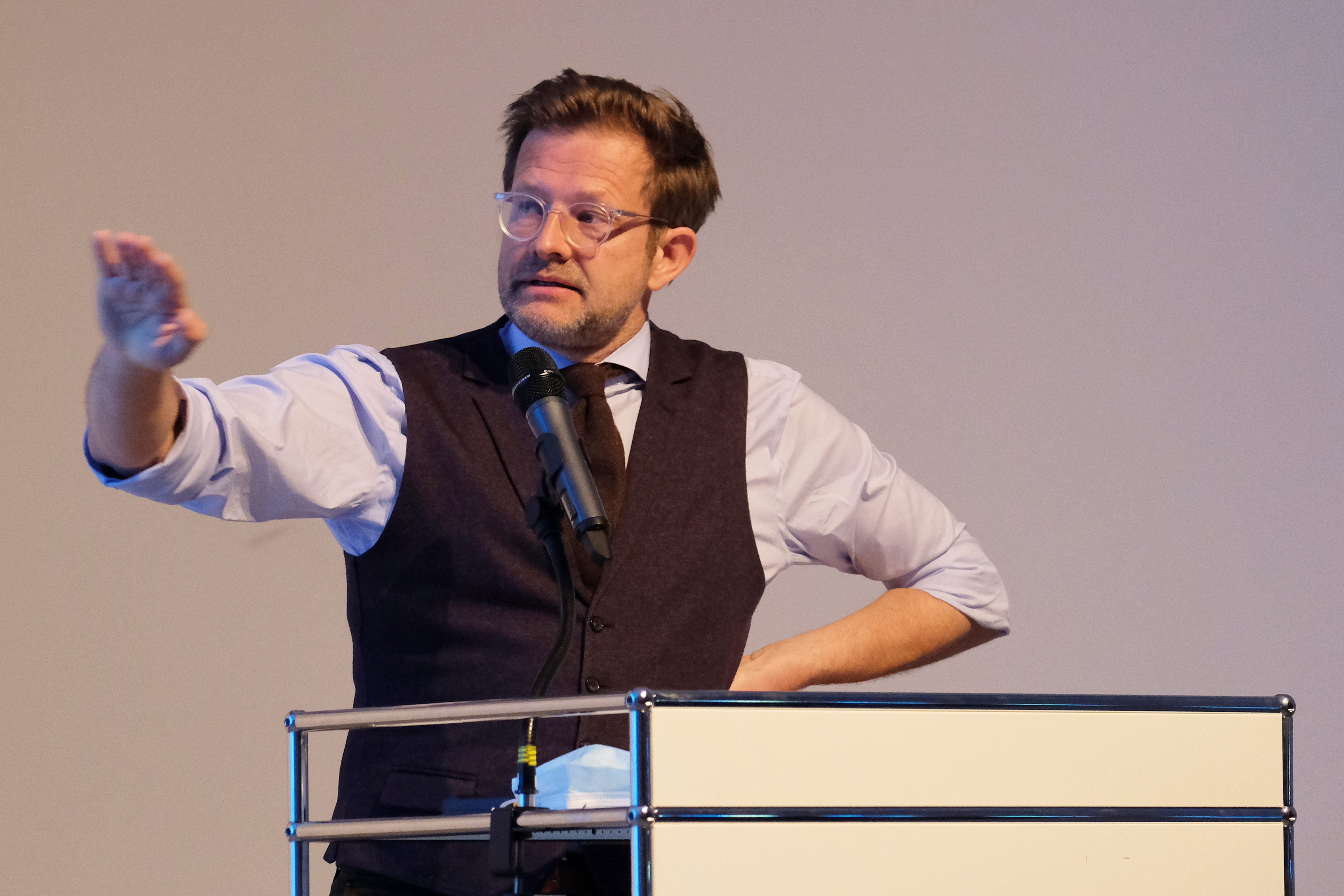
Florian Illies (* 1971)

- Illies, Henning (1924–1982), deutscher Geologe
- Illies, Joachim († 1589), pommerischer Lehrer und Theologe
- Illies, Joachim (1925–1982), deutscher Biologe, Entomologe und Sachbuchautor
- Illies, Johann Carl Ludwig (1799–1871), deutscher Glockengießer
- Illies, Kurt (1906–1987), deutscher Maschinenbauingenieur
- Illies, Otto (1881–1959), deutscher Maler
- Illievich, Iris (* 1992), österreichische Schauspielerin
- Illig, Annett (* 1968), deutsche Opernsängerin (Sopran)
- Illig, Franz (1908–1991), österreichischer Politiker (SPÖ), Abgeordneter zum Salzburger Landtag und Erster Landtagspräsident-Stellvertreter
- Illig, Heribert (* 1947), deutscher Publizist und Verleger
- Illig, Hubert (* 1939), deutscher Pädagoge, Botaniker und Naturschützer
- Illig, Johannes Wilhelm Wendel (1806–1870), deutscher Papierfabrikant und hessischer Landtagsabgeordneter
- Illig, Josef (1908–1970), deutscher Kameramann
- Illig, Kurt (1894–1945), deutscher Physikochemiker
- Illig, Moritz Friedrich (1777–1845), Erfinder der Leimung des Papiers in der Masse
- Illig, Rolf (1925–2005), deutscher Schauspieler
- Illig, Udo (1897–1989), österreichischer Politiker (ÖVP), Landtagsabgeordneter
- Illig, Willi (1897–1971), deutscher Strumpfwirker, Schnitzer und Kunstsammler
- Illigen, Heinz (* 1937), österreichischer Politiker (ÖVP), Landtagsabgeordneter von Vorarlberg
- Illigens, Everhard (1851–1914), katholischer Priester und Weihbischof in Münster
- Illiger, Hans (1877–1945), deutscher Theaterschauspieler
- Illiger, Hans-Jochen (1939–2005), deutscher Hämatologe und Onkologe
- Illiger, Johann Karl Wilhelm (1775–1813), deutscher Zoologe und Entomologe
- Illigner, Heinz (1914–1986), deutscher Politiker (SPD), MdBB und Stadtrat
- Illik, Johann Anton, deutscher Informatiker
- Illík, Josef (1919–2006), tschechischer Kameramann
- Illín, Evžen (1924–1985), tschechoslowakischer Komponist
- Illing, Ernst (1904–1946), deutscher Psychiater und Euthanasietäter
- Illing, Falk (* 1981), deutscher Politikwissenschaftler
- Illing, Gerhard (* 1955), deutscher Ökonom
- Illing, Heiner (* 1962), deutscher Politiker (SPD)
- Illing, Jörg (* 1964), deutscher Fußballspieler
- Illing, Josef (1895–1945), sudetendeutscher Politiker
- Illing, Julius (1816–1893), deutscher Verwaltungsjurist, Landrat des Kreises Mogilno (1844–1850) und Autor von Verwaltungshandbüchern
- Illing, Konrad (1939–2012), deutscher Politiker (LDPD, CDU), MdL
- Illing, Krissie (* 1956), britische Komikerin
- Illing, Kurt (1923–2015), deutscher Jazz- und Unterhaltungsmusiker
- Illing, Lorenz (1833–1900), deutscher Pädagoge
- Illing, Meta (1872–1909), deutsche Theaterschauspielerin
- Illing, Paul (1904–1984), deutscher Kommunalpolitiker (NSDAP)
- Illing, Peter (1899–1966), österreichisch-britischer Schauspieler
- Illing, Reinhold (1884–1971), Mundartdichter und Komponist aus dem Erzgebirge
- Illing, Vilma (1871–1903), österreichische Theaterschauspielerin
- Illing, Walter (* 1908), deutscher Jugendbuchautor
- Illing, Werner (1895–1979), deutscher Schriftsteller, Drehbuchautor und Filmregisseur
- Illing, Yvonne (* 1971), deutsche Ruderin
- Illinger, Charlotte (* 1994), deutsche Jazzmusikerin (Gesang, Komposition)
- Illinger, Patrick (* 1965), deutscher Wissenschaftsjournalist
- Illingworth, Charles (1899–1991), britischer Chirurg
- Illingworth, Julian (* 1984), US-amerikanischer Squashspieler
- Illingworth, Matt (* 1968), britischer Radrennfahrer
- Illingworth, Max (* 1992), australischer Schachspieler
- Illion, Theodor (1898–1984), deutscher Schriftsteller und Arzt, angeblicher Tibetforscher
- Illitsch-Switytsch, Wladislaw Markowitsch (1934–1966), ukrainisch-sowjetischer Linguist
- Illmann, Margaret (* 1965), australische Balletttänzerin
- Illmann, Peter (* 1959), deutscher FernsehmoderatorPeter Illmann (* 1959)
- Illmatic (* 1973), deutscher Rapper

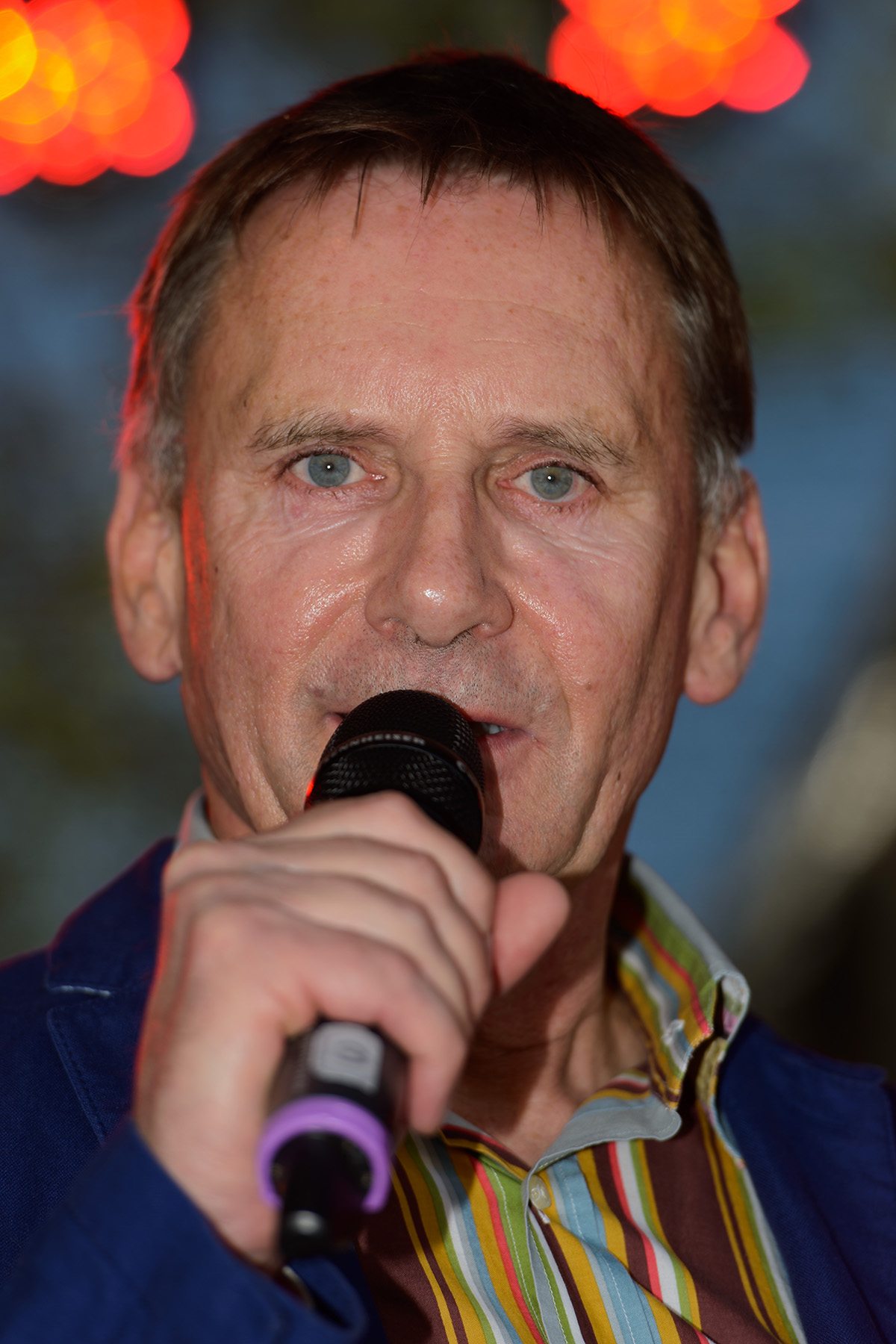
Peter Illmann (* 1959)

- Illmayer, Florian (* 1993), österreichischer Handballspieler
- Illmayr, Urban († 1679), österreichischer bürgerlicher und Hof-Steinmetzmeister des Barock
- Illmensee, Karl (* 1939), österreichischer Biologe
- Illmer, Eberhardt (1888–1955), deutscher Fußballtorwart
- Illmer, Friedrich Ferdinand († 1698), österreichischer Arzt und kaiserlicher Leibmedicus in Wien
- Illmer, Hans (1878–1936), österreichischer Baumeister und Politiker (CSP), Abgeordneter zum Nationalrat
- Illmer, Joachim (1909–2005), deutscher Jurist, Gestapo-Mitarbeiter und SS-Führer
- Illmer, Paul (1900–1995), deutscher Kletterer und Bergsteiger
- Illmer, Simon (* 1954), österreichischer Politiker (ÖVP), Landtagsabgeordneter in Salzburg
- Illmer, Werner (1914–1944), deutscher kommunistischer Widerstandskämpfer und Opfer der NS-Militärjustiz
- Illmer, Willy (1899–1968), deutscher Maler
- Illmer, Wolfgang (* 1942), deutscher Heimat-Chronist, Sachbuchautor und Herausgeber sowie Verleger
- Illmert, Georg (1905–1951), deutscher Partei- und Sportfunktionär (NSDAP)
- Illner, Eberhard (* 1954), deutscher Historiker und Autor
- Illner, Franz (1904–1988), erster Landrat des Landkreises Überlingen nach dem Zweiten Weltkrieg
- Illner, Johann (1908–1943), österreichischer kommunistischer Widerstandskämpfer, Opfer der NS-Justiz
- Illner, Karl (1877–1935), österreichischer Pilot
- Illner, Kurt (1917–1990), deutscher Kulturtechniker
- Illner, Marie, deutsche Soubrette
- Illner, Maybrit (* 1965), deutsche Journalistin, Fernsehmoderatorin und AutorinMaybrit Illner (* 1965)

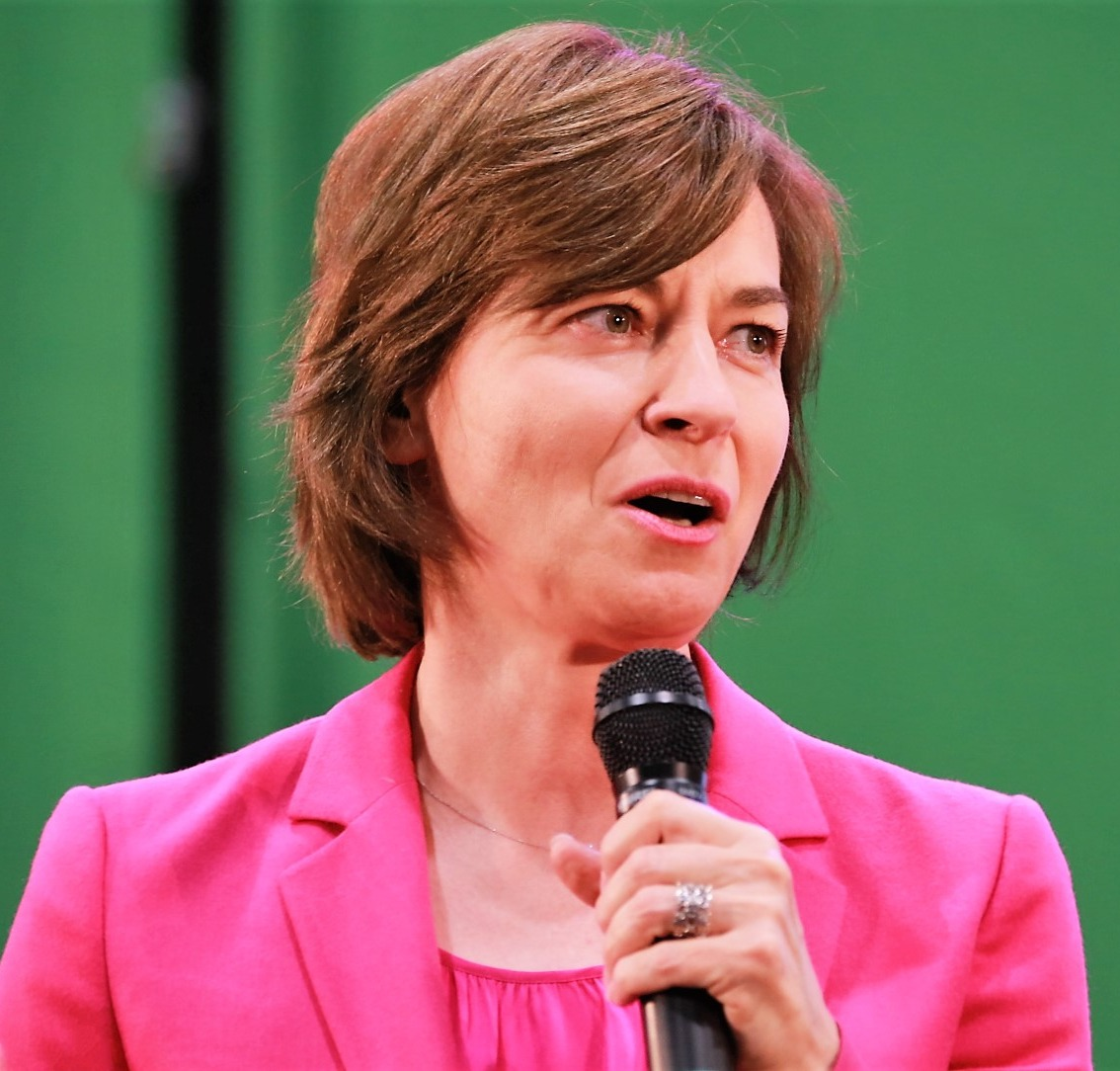
Maybrit Illner (* 1965)

- Illner, Michael (* 1962), deutscher Drehbuchautor
- Illner, Walther (1874–1959), deutscher Maler
- Illo (* 1977), deutschsprachiger Hamburger Rapper und Hip-Hop-Produzent
- Illo, Adani (* 1956), nigrischer Diplomat
- Illogic (* 1980), US-amerikanischer Underground-Rapper
- Illomarus, antiker römischer Toreut
- Illouz, Eva (* 1961), israelische Dozentin für Soziologie und AnthropologieEva Illouz (* 1961)

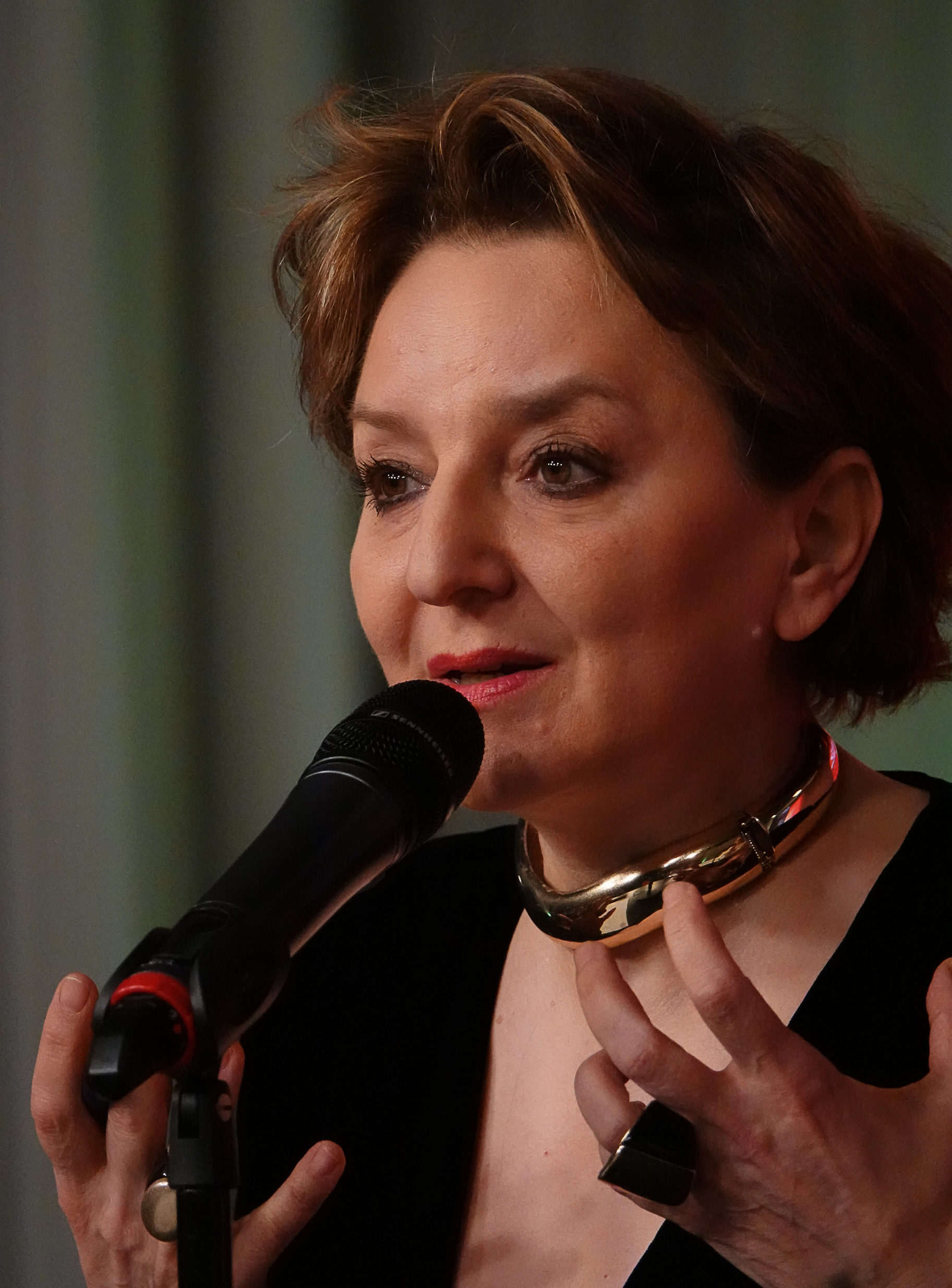
Eva Illouz (* 1961)

- Illovszky, Dominik (* 2002), ungarischer Sprinter
- Illoy-Ayyet, Vladis-Emmerson (* 1995), kongolesischer Fußballspieler
- Illsley, John (* 1949), britischer Musiker
- Illsley, Percival J. (1865–1924), kanadischer Komponist, Organist, Chorleiter und Musikpädagoge
- Illstrument, Johnny (* 1988), deutscher HipHop- und Pop-Produzent
- Illueca, Jorge E. (1918–2012), panamaischer Politiker, Diplomat und 38. Staatspräsident von Panama
- Illugi Gunnarsson (* 1967), isländischer Politiker (Unabhängigkeitspartei)
- Illukka, Riku (* 1999), finnischer Sprinter
- Illuminati, Ivo (1882–1963), italienischer Schauspieler und Stummfilmregisseur
- Illus († 488), oströmischer General isaurischer Herkunft
- Illusie, Luc (* 1940), französischer Mathematiker
- Illustre Danguy, französischer Drehleierspieler
- illute (* 1979), deutsche Sängerin und Songschreiberin
- Illy (* 1985), australischer Rapper
- Illy, Francesco (1892–1956), italienischer und österreichisch-ungarischer UnternehmerFrancesco Illy (1892–1956)

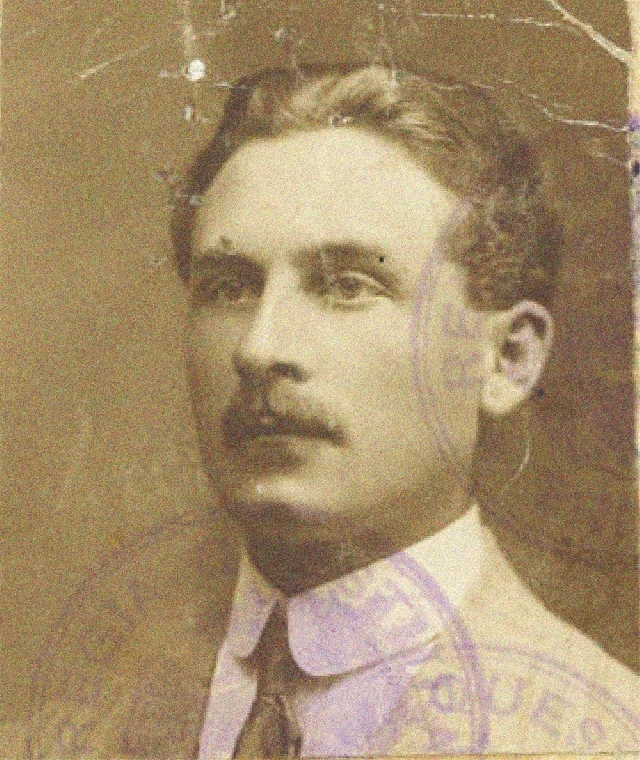
Francesco Illy (1892–1956)

- Illy, Francesco (* 1953), Schweizer Unternehmer und Weinproduzent
- Illy, Hans F. (* 1940), deutscher Politikwissenschaftler
- Illy, Riccardo (* 1955), italienischer Unternehmer und Politiker, Mitglied der Camera dei deputati
- Illyés, Gyula (1902–1983), ungarischer Schriftsteller, Dichter, Übersetzer und Redakteur

### Ilm
- Ilman, Gary (1943–2014), US-amerikanischer Schwimmer
- Ilmanen, Sakari (1880–1968), finnischer Eiskunstläufer
- Ilmberger, Maurus (1859–1918), deutscher Benediktiner
- Ilmberger, Nadjeschda (* 1996), deutsche Basketballspielerin
- Ilmer Ebnicher, Marianne (* 1959), italienische Buchautorin, Lyrikerin und Rezensentin (Südtirol)
- Ilmet, Peep (* 1948), estnischer Dichter
- Ilminski, Nikolai Iwanowitsch (1822–1892), russischer Turkologe und Professor für Turksprachen an der Universität Kasan
- Ilmoniemi, Tauno (1893–1934), finnischer Turner und Wasserspringer
- Ilmur Kristjánsdóttir (* 1978), isländische Schauspielerin und Politikerin

### Ilo
- Ilo, Miikka (* 1982), finnischer Fußballspieler
- Iloff, Arnd (1910–2001), deutscher Industriechemiker (Polymerchemie)
- Iloilo, Josefa (1920–2011), fidschianischer Politiker, Präsident Fidschis (2000–2009)
- Ilola, Jari (* 1978), finnischer Fußballspieler
- Ilon (* 1999), finnische Singer-Songwriterin
- Ilon, Bengt (1923–2008), schwedischer Ingenieur und Erfinder
- Ilonen, Mikko (* 1979), finnischer Golfpro
- Ilonu, Anthony Ekezia (1937–2012), nigerianischer Geistlicher, römisch-katholischer Bischof von Okigwe
- Ilonzeh, Annie (* 1983), US-amerikanische Schauspielerin und Filmproduzentin
- Ilori, Tiago (* 1993), portugiesischer Fußballspieler
- Ilosfalvy, Róbert (1927–2009), ungarischer Opernsänger (Tenor)
- Ilosvay, Lajos (1851–1936), ungarischer Chemiker
- Ilosvay, Maria von (1913–1987), ungarische Opernsängerin (Alt)
- Ilott, Callum (* 1998), britischer AutomobilrennfahrerCallum Ilott (* 1998)

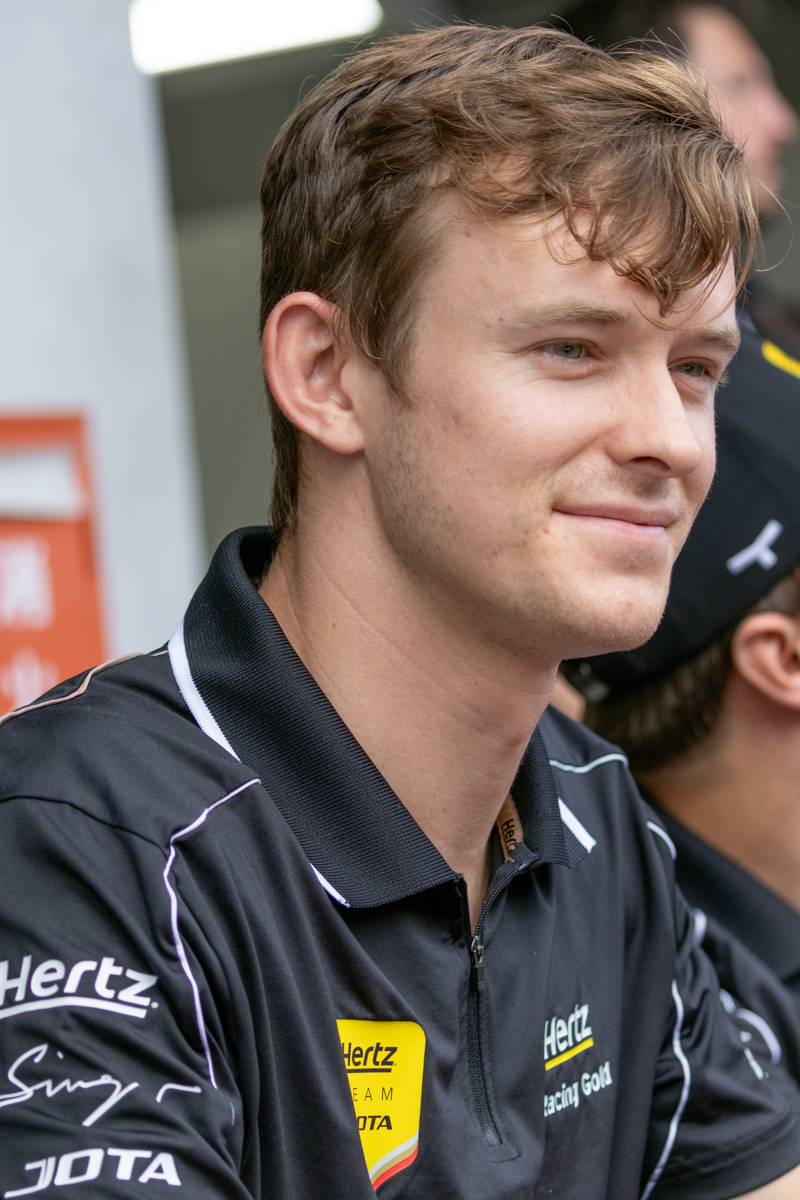
Callum Ilott (* 1998)

- ILoveMakonnen (* 1989), US-amerikanischer Rapper
- Ilow, Christian von (1585–1634), Truppenführer im Dreißigjährigen Krieg, kaiserlicher Feldmarschall und Parteigänger Wallensteins
- Ilow, Otto Friedrich von (1727–1792), preußischer Generalmajor und Chef des Kürassierregiments Nr. 7
- Ilowaiski, Dmitri Iwanowitsch (1832–1920), russischer Historiker und Publizist

### Ilp
- Ilper, Jörn (* 1974), deutscher Handballspieler und -trainer

### Ils
- Ils, Hans (1906–1988), deutscher Politiker (SPD), MdB und antifaschistischer Widerstandskämpfer
- Ilsama' Dhubyan, König von Hadramaut
- Ilsanker, Herbert (* 1967), österreichischer Fußballspieler und Trainer
- Ilsanker, Mario (* 1984), österreichischer Lichtdesigner
- Ilsanker, Stefan (* 1965), deutscher Rennrodler
- Ilsanker, Stefan (* 1989), österreichischer FußballspielerStefan Ilsanker (* 1989)

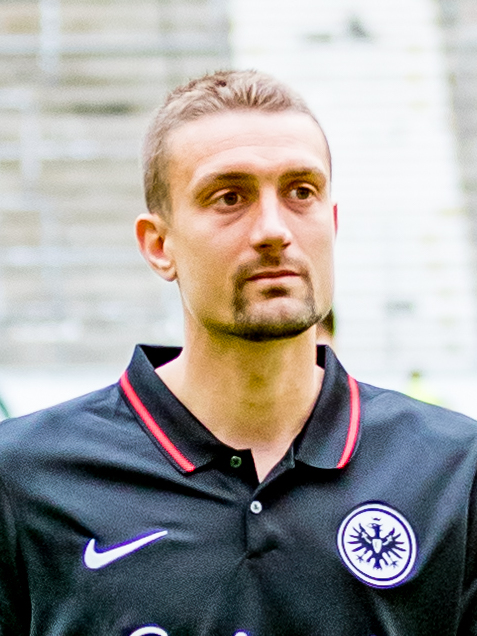
Stefan Ilsanker (* 1989)

- Ilsch, Gerhard (* 1925), deutscher Fußballspieler
- Ilsch, Karl-Heinz (1927–2005), deutscher Fußballspieler
- Ilschner, Bernhard (1928–2006), deutscher Physiker
- Ilse, Dora (1898–1979), deutsche Biologin
- Ilse, Emil (1864–1943), deutscher General der Artillerie
- Ilse, Gustav (1821–1906), Seelsorger und Pädagoge
- Ilse, Robert (1910–1947), deutscher Radrennfahrer
- Ilsemann, Carl-Gero von (1920–1991), deutscher Generalleutnant
- Ilsemann, Hartmut (* 1944), deutscher Anglist, wissenschaftlicher Mitarbeiter am Englischen Seminar der Leibniz Universität Hannover
- Ilsemann, Helmuth von (1891–1957), deutscher Generalmajor
- Ilsemann, Iwan von (1882–1964), deutscher Generalmajor, Militärattaché
- Ilsemann, Johann Christoph (1727–1822), deutscher Apotheker, Chemiker und Mineraloge
- Ilsemann, Karl von (1856–1930), preußischer Generalleutnant
- Ilsemann, Otto (1867–1947), deutscher Verwaltungsbeamter
- Ilsemann, Sigurd von (1884–1952), preußischer Offizier
- Ilsemann, Wilhelm von (1921–2015), deutscher Industriemanager
- Ilsen, Almut (* 1950), deutsche Bürgerrechtlerin (DDR)
- Ilsinho (* 1985), brasilianischer Fußballspieler
- Ilsley, Daniel (1740–1813), US-amerikanischer Politiker
- Ilsley, James Lorimer (1894–1967), kanadischer Politiker und Richter
- Ilsø, Ken (* 1986), dänischer Fußballspieler
- Ilsø, Marco (* 1994), dänischer SchauspielerMarco Ilsø (* 1994)

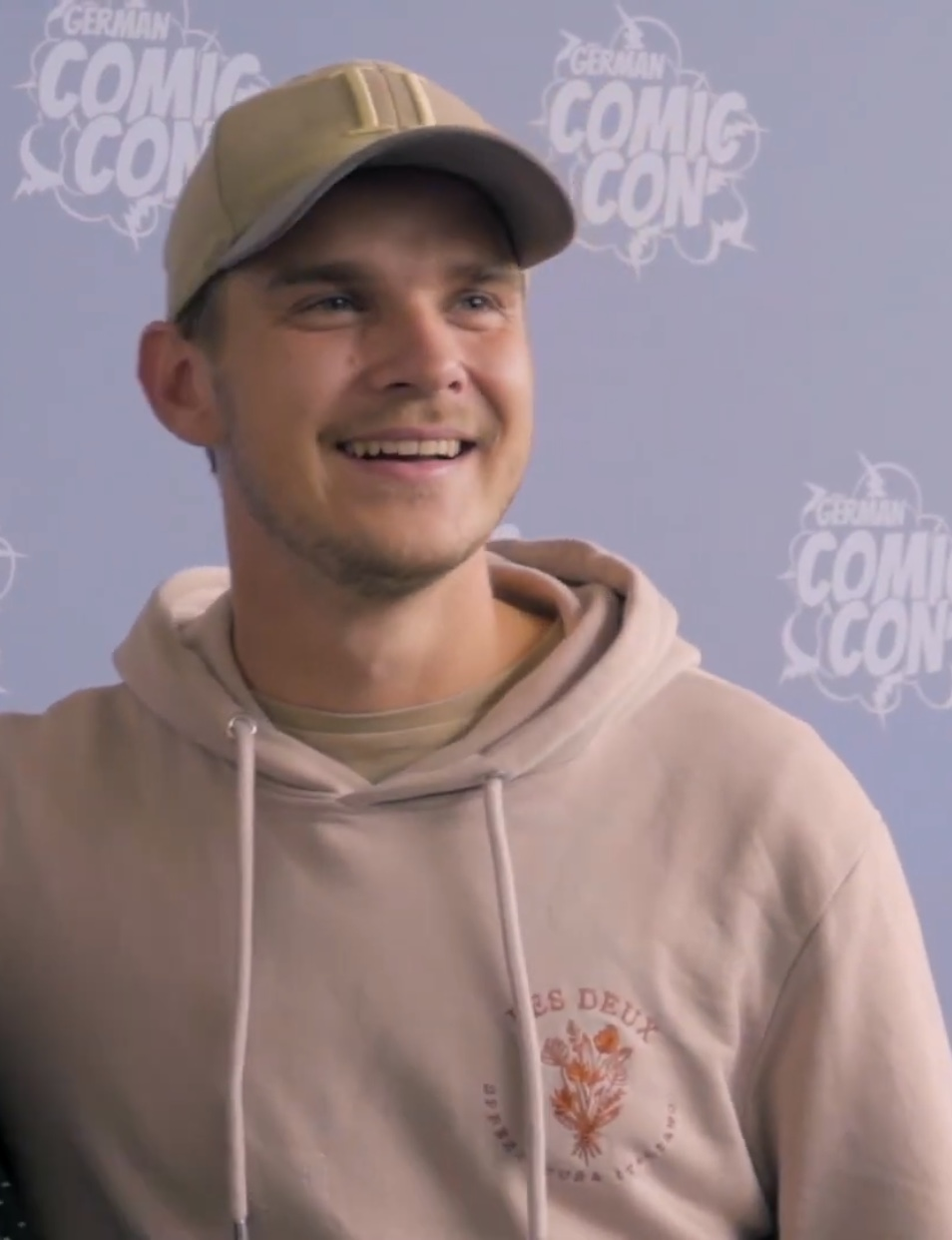
Marco Ilsø (* 1994)

- Ilsung, Georg († 1580), schwäbischer Landvogt, Finanzmakler und Reichspfennigmeister
- Ilsung, Leopold (1651–1715), Probst des Augustinerchorherrenstiftes St. Georg

### Ilt
- Ilta (* 1996), deutsch-finnische Singer-Songwriterin
- Iltani, Herrscherin von Karana
- Ilte, Gerd (1933–2016), deutscher Lehrer, Galerist und Kunstpreisträger der Stadt Wernigerode
- Ilte, Wolfgang (* 1949), deutscher Politiker (SPD), MdB
- Ilten, Dietrich Levin von (1690–1751), sachsen-meinigenscher Geheimer Kriegsrat und Obrist sowie Besitzer mehrerer Freihöfe
- Ilten, Jobst Hermann von (1649–1730), kurfürstlich-hannoverscher Offizier, Staatsminister und Diplomat
- Ilten, Johann Georg von (1688–1749), kurbraunschweig-lüneburgischer Generalleutnant und zuletzt Gouverneur von Hannover
- Ilten, Thomas Eberhard von (1685–1758), kurfürstlich braunschweig-lüneburger Offizier, Geheimer Kriegsrat, Generalkriegskommissar und Generalkriegskommandant sowie Landdrost für das Fürstentum Grubenhagen
- Ilten, Wilhelm von († 1883), deutscher Verwaltungsbeamter
- Ilter, Halima (* 1983), deutsche Schauspielerin
- İlter, Taşkın (* 1994), aserbaidschanischer Fußballspieler
- Iltgen, Erich (1940–2019), deutscher Politiker (CDU), MdL, Präsident des Sächsischen Landtages
- Ilting, Karl-Heinz (1925–1984), deutscher Philosoph und Hochschullehrer
- Iltis, Hugh (1925–2016), tschechisch-amerikanischer Botaniker
- Iltis, Hugo (1882–1952), US-amerikanischer Botaniker
- Iltis, Lucian (1903–1967), deutscher KPD-Funktionär
- Iltschenko, Larissa Dmitrijewna (* 1988), russische Langstreckenschwimmerin
- Iltschev-Döberl, Edith (* 1945), oberösterreichische Künstlerin
- Iltschew, Iwan (* 1953), bulgarischer Historiker, Balkanologe und Dozent
- Iltschew, Stanimir (* 1953), bulgarischer Politiker und MdEP für Bulgarien
- Iltutmish († 1236), Sultan von Delhi
- Iltuzar († 1806), Khan des Khanats Chiwa
- Iltz, Walter Bruno (1886–1965), deutscher Theaterdirektor, Regisseur und Schauspieler

### Ilu
- Ilu-šūma, altassyrischer König von Assur
- Ilube, Tom (* 1963), britischer Unternehmer, Experte für Cybersicherheit, Aktivist für Mädchenbildung und Philanthrop
- Iluku Bolumbu, Toussaint (* 1964), kongolesischer Ordensgeistlicher und römisch-katholischer Bischof von Bokungu-Ikela
- Ilundáin y Esteban, Eustaquio (1862–1937), spanischer Geistlicher, Erzbischof, Kardinal der Römischen Kirche
- Ilunga Sankuru, Chancel (* 1995), kongolesische Leichtathletin
- Ilunga, Danyo (* 1987), deutsch-kongolesischer K-1-Kämpfer, Glory-Schwergewichtskämpfer
- Ilunga, Hérita (* 1982), kongolesischer Fußballspieler
- Ilunga, Mwepu (1949–2015), zairischer Fußballspieler
- Ilunga, Sylvestre (* 1947), kongolesischer Politiker
- Ilunga, Yves Diba (* 1987), kongolesischer Fußballspieler
- Ilunga-Mbenga, Didier (* 1980), belgisch-kongolesischer Basketballspieler
- Ilupeju, Monilola Olayemi (* 1996), nigerianisch-US-amerikanische Künstlerin
- Ilus, Maarja-Liis (* 1980), estnische Sängerin
- Ilus, Väino (* 1929), estnischer Schriftsteller
- Ilussa-amur, assyrische Prophetin
- Ilusta, Klaus von (* 1934), deutscher Künstler und Lebemann

### Ilv
- Ilves, Aapo (* 1970), estnischer Schriftsteller
- Ilves, Andreas (* 2000), estnischer Nordischer Kombinierer
- Ilves, Evelin (* 1968), estnische First Lady (2006–2014)
- Ilves, Heimar (1914–2002), estnischer Komponist
- Ilves, Ieva (* 1977), lettische Spitzenbeamtin
- Ilves, Kristjan (* 1996), estnischer Nordischer Kombinierer
- Ilves, Lishanna (* 2000), estnische Leichtathletin
- Ilves, Toomas Hendrik (* 1953), estnischer Politiker, Staatspräsident (2006 bis 2016), Mitglied des Riigikogu, MdEP

### Ilw
- Ilwof, Franz (1831–1916), österreichischer Pädagoge, Rechtswissenschaftler und Heimatforscher

### Ily
- Ilyas, Ali (* 1979), irakischer Geistlicher, Baba Scheich der Jesiden
- Ilyas, Aqib (* 1992), omanischer Cricketspieler
- Ilyas, Fahmi (* 1992), malaysischer Automobilrennfahrer
- Ilyas, Ibrahim (* 2000), somalischer Fußballspieler
- Ilyas, Mansur ibn, persischer Arzt und Anatom
- İlyasova, Ersan (* 1987), türkischer Basketballspieler
- Ilyés, Ferenc (* 1981), ungarischer Handballspieler
- Ilyés, Róbert (* 1974), rumänischer Fußballspieler und -trainer

### Ilz
- Ilzer, Christian (* 1977), österreichischer FußballtrainerChristian Ilzer (* 1977)

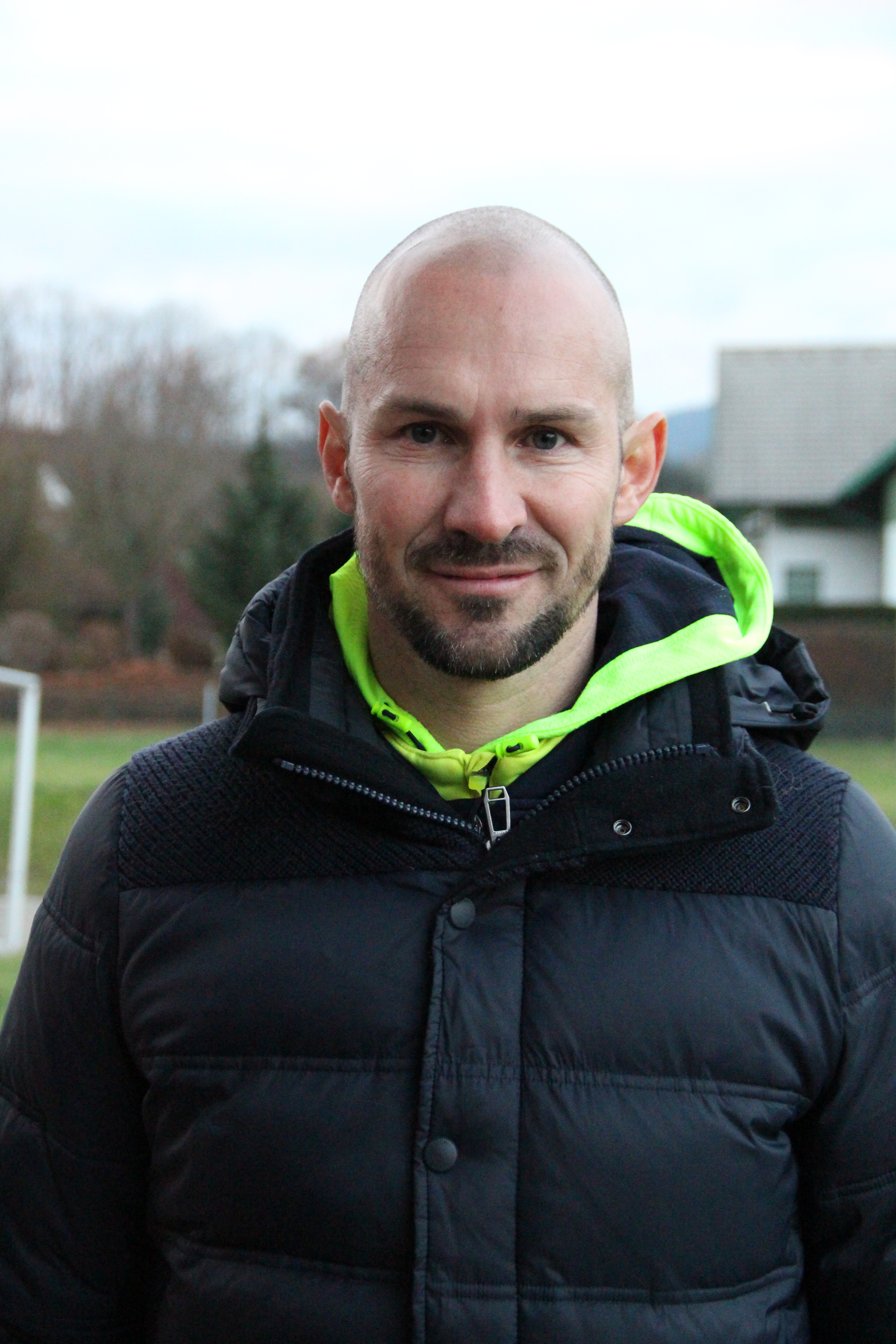
Christian Ilzer (* 1977)

- Ilzhöfer, Stefan (* 1995), deutscher Basketballspieler